# Liste des Hommes de la Terre du Milieu
Cette liste des Hommes de la Terre du Milieu recense les Hommes apparaissant dans le légendaire de l'écrivain britannique J. R. R. Tolkien, à l'exception des Hobbits qui ont une liste spécifique.
Les personnages inventés pour les adaptations de ces œuvres se trouvent dans l'article sur ces adaptations. En particulier en ce qui concerne les films réalisés par Peter Jackson il y a la liste des personnages inventés pour les films du Seigneur des anneaux, et celle inventée pour les films du Hobbit.

## A
- Haut – A
- B
- C
- D
- E
- F
- G
- H
- I
- J
- K
- L
- M
- N
- O
- P
- Q
- R
- S
- T
- U
- V
- W
- X
- Y
- Z

- Adanedhel voir : Túrin
- Adanel (née en 339 P.A.) appartient au peuple de Hador. Elle est la fille de Malach et de Zimrahin et l'épouse de Belemir de la maison de Bëor, et la mère de Beren (grand-père de Beren Erchamion).
- Adrahil (2917-3010 T.A.) est un Gondorien, fils d'Angelimir, devenu vingt-et-unième prince de Dol Amroth en 2977. Il est le père d'Ivriniel, de Finduilas de Dol Amroth et d'Imrahil.
- Aerandir, un des trois marins compagnons d'Eärendil. Tolkien n'ayant pas précisé sa race, il s'agit peut-être d'un Elfe.
- Aerin est une parente de Húrin de Dor-lómin. Elle fut prise pour femme par Brodda. Elle aida Morwen après les Nírnaeth Arnoediad.
- Agarwaen : voir Túrin Turambar
- Agathor (Premier Âge) est l'époux de Meleth du peuple de Haleth et le père de Hunthor.
- Aghan (P. A.) est un Drúadan ami de Barach.
- Aglahad (2827-2932 T.A.) est un Gondorien, lointain descendant d'Imrazôr et Mithrellas, devenu dix-huitième prince de Dol Amroth en 2899. Il est le père d'Angelimir.
- Ailinel est une Númenóréenne, la fille de Tar-Meneldur et d'Almarian, elle a épousé Orchaldor[1] et est la mère de Soronto.
- Aldamir (1330-1540 T.A.) est un Gondorien, fils d'Eldacar, frère cadet d'Ornendil, devenu vingt-troisième Roi du Gondor en 1490 à la mort de son père. Il est le père de Vinyarion. Il fut tué lors d'une bataille contre les Haradrim et les pirates d'Umbar.
- Aldarion est un Númenóréen, fils de Tar-Meneldur et d'Almarian, plus tard connu sous le nom de Tar-Aldarion en tant que roi de Númenor.
- Aldor l'Ancien (2544-2645 T.A.), dont le nom signifie « chef » en rohanais, est le deuxième fils de Brego, le frère de Baldor et d'Éofor. Il succède à son père en 2570 en tant que troisième roi du Rohan.
- Algund appartient au peuple de Hador. Il s'enfuit en 472 P.A. de la bataille des Nírnaeth Arnoediad avant de rejoindre la bande de hors-la-loi menée par Forweg puis par Neithan.
- Almarian est une Númenóréenne, fille de Vëantur, épouse de Tar-Meneldur et mère d'Ailinel, Almiel et Aldarion (le père d'Ancalimë), qui vécut au Second Âge à Armenelos à Númenor.
- Almiel est une Númenóréenne, la fille de Tar-Meneldur et d'Almarian.
- Alphros (3017 T.A. - 3115 T.A. (94 ou 95 Q.A.)) est un Gondorien, fils d'Elphir, devenu vingt-quatrième prince de Dol Amroth en 66 Q.A[2].
- Amlach (né en 337 P.A.), fils d'Imlach, fils de Marach, appartient au peuple de Hador. Il est celui qui a semé la discorde chez les Humains d'Estolad. Il se repentit ensuite et suivit Maedhros.
- Amandil est un nom porté par plusieurs personnages, signifiant « Celui qui aime Aman » :
  - Amandil, connu sous le nom de Tar-Amandil, troisième roi de Númenor.
  - Amandil (mort en 3319 S. A. (présumé)) est un Númenoréen, fils de Númendil, et père d'Elendil. C'est le dernier seigneur d'Andúnië. Amandil fut célèbre à Númenor pour ses exploits en tant que navigateur, avant de devenir seigneur d'Andúnië à la mort de Númendil. Il fut également un grand ami d'Ar-Pharazôn avant que ce dernier n'accède au trône. Amandil prit part au conseil du roi jusqu'au jour où Ar-Pharazôn ramena Sauron de ses conquêtes en Terre du Milieu. Alors, les persécutions contre les Fidèles s'accentuèrent et sous peu, Amandil fut démis du conseil et se retira à Rómenna. Bientôt Sauron convainquit Ar-Pharazôn d'attaquer Aman afin de s'approprier l'immortalité des Valar. Amandil ayant eu vent de ces projets, conseilla alors à Elendil de ne pas intervenir dans la guerre imminente que préparait le roi, et de fuir en Terre du Milieu alors que lui-même tenterait de reprendre l'exploit d'Eärendil : aller demander pitié et pardon aux Valar au nom du peuple de Númenor. Il semble qu'il fit d'abord croire qu'il allait naviguer vers l'Est mais, à une distance suffisante de Númenor pour qu'on ne puisse le voir, il aurait fait voile vers Tol Eressëa. On ne sut jamais s'il était arrivé à destination, ou s'il avait péri avec ses trois serviteurs durant le voyage. Son nom en adûnaic est Aphanuzîr[3].
- Amlaith (726-946 T.A[4].) est un Dúnadan du Nord, fils d'Eärendur, dixième roi d'Arnor. Quand son père est mort, lui et ses frères ont divisé le royaume en trois. Il devient le premier roi d'Arthedain (il règne de 861 à 946 T.A.). Il est le père de Beleg.
- Amrothos (2993 - ? T.A.) est un Gondorien, troisième fils d'Imrahil après Elphir et Erchirion et frère aîné de Lothíriel.
- Anardil, signifie « ami du Soleil » en quenya. Ce nom est porté par deux personnages : Tar-Aldarion, sixième roi de Númenor, et Anardil, sixième roi du Gondor (136-411 T.A.), fils d'Eärendil auquel il succède en 324 et père d'Ostoher.
- Anárion est un nom porté par plusieurs personnages :
  - Anárion, connu sous le nom de Tar-Anárion, est le huitième roi de Númenor.
  - Anárion est le plus jeune des fils d'Elendil. Il échappe à la submersion de l'île de Númenor avec son père et son frère Isildur, puis fonde en Terre du Milieu le royaume de Gondor avec Isildur. Il meurt lors du siège de Barad-dûr.
- Anborn (fin T. A.) est un des hommes de Faramir lors de la guerre de l'Anneau.
- Ancalimë, fille de Tar-Aldarion, première reine de Númenor.
- Andreth (361 - après 409 P.A.), appartient à la maison de Bëor, elle est la fille de Boromir. Elle est surnommée Saelind (Cœur sage) par les Elfes. Elle était amoureuse de l'Elfe Aegnor, et discuta avec Finrod de la mortalité humaine (Athrabeth Finrod ah Andreth).
- Andróg (mort en 489 P.A.) appartient au peuple de Hador. Hors-la-loi de la bande de Forweg, il se rallie à Neithan. Il hait Beleg. Il tue Khîm fils du nain Mîm, qui le maudit. Il mourra d'une blessure infligée par une flèche, selon la malédiction, en sauvant la vie de Beleg.
- Angamaitë (XVIIe T.A.), dont le nom signifie « aux mains de fer » en quenya, est le petit-fils de Castamir l'Usurpateur. Il est roi d'Umbar aux côtés de Sangahyando. En 1634 ils tuèrent le roi du Gondor Minardil, à Pelargir. Son nom était orthographié Angomaitë dans la première édition du Seigneur des anneaux[5].
- Angbor est le seigneur du Lamedon à l'époque de la guerre de l'Anneau.
- Angelimir (2866 - 2977 T.A.) est un Gondorien, fils d'Aglahad auquel il succède en tant que vingtième prince de Dol Amroth en 2932. Il est le père d'Adrahil
- Angrim est le père de Gorlim le Malheureux.
- Aphanuzîr : nom adûnaic d'Amandil.
- Ar-Abattârik : nom adûnaic de Tar-Ardamin, signifiant « pilier du monde ».
- Arachon est l'époux de Bregil de la maison de Bëor et le père de Brandir et Beldis.
- Aradan : voir Malach.
- Arador (2820-2930 T.A.) est un Dúnadan du Nord, fils d'Argonui auquel il succède en tant que chef en 2912. Il est tué par des Trolls au nord de Fondcombe. Son fils Arathorn II lui succède.
- Ar-Adûnakhôr (2709-2962 D.A.) est un Númenóréen dont le nom signifie « seigneur de l'ouest » en adûnaic. Son nom quenya est Tar-Herunúmen. Fils de Tar-Ardamin, il est le père d'Ar-Zimrathôn. Il devint le vingtième roi de Númenor en 2899 D.A. Son règne vit la séparation entre les Fidèles et les Hommes du roi. Il interdit l'usage des langues elfiques.
- Araglas (2296-2455 T.A.) est un Dúnadan du Nord. Fils d'Aragorn Ier il lui succède en 2327 T.A. À sa mort, son fils Arahad II prend sa suite.
- Aragorn Ier (2227-2237 T.A.) est un Dúnadan du Nord, fils aîné d'Aravir auquel il succède en tant que cinquième chef en 2319. Des loups le tuèrent dans l'est de l'Eriador huit ans plus tard et son fils Araglas lui succéda.
- Aragorn II : (2931 T.A. - 120 Q.A.), membre de la Communauté de l'Anneau, devint le roi du Royaume réunifié.
- Aragost (2431-2488 T.A.) est un Dúnadan du Nord, fils d'Arahad Ier, devenu le huitième chef des Dúnedain du Nord en 2523. Son fils Aravorn lui succède.
- Arahad est un nom porté par plusieurs Hommes :
  - Arahad Ier (2365-2524 T.A.) est un Dúnadan du Nord, fils d'Araglas auquel il succède en tant que septième chef en 2455. Il vit les Orques s'installer dans les Monts Brumeux. Son fils Aragost lui succède.
  - Arahad II (2563-2719 T.A.) est un Dúnadan du Nord, fils d'Aravorn auquel il succède en tant que dixième chef en 2654. Son fils Arassuil lui succède.
- Arahael (2012-2177 T.A.) est un Dúnadan du Nord, élevé à Fondcombe, fils d'Aranarth auquel il succède en tant que deuxième chef en 2106. Son fils Aranuir lui succède.
- Aranarth (1938-2106 T.A.) est un Dúnadan du Nord, fils aîné d'Arvedui, dernier roi d'Arthedain. Le royaume ayant été détruit en 1974 T.A. par le Roi-Sorcier d'Angmar, Aranarth devint le premier chef des Dúnedain du Nord en 1976. Son fils Arahael lui succède.
- Arantar (185-435 T.A[6]) est un Dúnadan du Nord, fils et héritier d'Eldacar, devenu cinquième roi d'Arnor en 339. Lui succéda son fils Tarcil.
- Aranuir (2084-2247 T.A.) est un Dúnadan du Nord, fils aîné d'Arahael auquel il succède en 2177, en tant que troisième chef des Dúnedain du Nord. À sa mort, son fils Aravir prend sa suite.
- Araphant (1789-1964 T.A.) est un Dúnadan du Nord, fils aîné d'Araval auquel il succède en 1891 en tant que quatorzième roi d'Arthedain. Il s'allia avec le Gondor en mariant son fils Arvedui avec la fille du roi Ondoher. Son fils lui succéda.
- Araphor (1391-1589 T.A.) est un Dúnadan du Nord, fils aîné d'Arveleg Ier auquel il succède en 1409, à l'âge de dix-huit ans, en tant que neuvième roi d'Arthedain. Il défend Fornost assiégé par les armées d'Angmar et repousse avec l'aide des Elfes de Círdan le Roi-Sorcier hors du royaume. À sa mort, son fils Argeleb II prend sa suite.
- Arassuil (2628-2784 T.A.) est un Dúnadan du Nord, fils aîné d'Arahad II auquel il succède en 2719 T.A. en tant que onzième chef des Dúnedain du Nord. Les Orques envahissaient alors fréquemment l'est de l'Eriador et sous son règne eut lieu la bataille des Champs Verts menée par les Hobbits. Son fils Arathorn Ier lui succéda.
- Aratan (3339 S.A[7]. – 2 T.A.) est le deuxième fils d'Isildur. Il est tué lors du Désastre des Champs d'Iris[8], en tentant de porter secours à son frère cadet Ciryon.
- Arathorn Ier (2693-2848 T.A.) est un Dúnadan du Nord, fils aîné d'Arassuil auquel il succède en 2784 T.A. en tant que douzième chef des Dúnedain du Nord. Son fils Argonui lui succède.
- Arathorn II (2873-2933 T.A.) est un Dúnadan du Nord, fils aîné d'Arador auquel il succède en 2930 T.A. en tant que quinzième chef des Dúnedain du Nord. Il est l'époux de Gilraen, et le père d'Aragorn II. Il est tué par une flèche d'Orque.
- Araval (1711-1891 T.A.) est un Dúnadan du Nord, fils d'Arveleg II. Il devient le treizième roi d'Arthedain en 1813. Allié à Lindon et à Imladris, il combattit Angmar, remporta une victoire en 1851 et tenta même de réoccuper le Cardolan. Son fils Araphant lui succède.
- Aravir (2156-2319 T.A.) est un Dúnadan du Nord, fils d'Aranuir. Il devient le quatrième chef des Dúnedain du Nord en 2247. Son fils Aragorn Ier lui succède.
- Aravorn (2497-2654 T.A.) est un Dúnadan du Nord, fils d'Aragost. Il devient le neuvième chef des Dúnedain du Nord en 2588. Son fils Arahad II lui succède.
- Ar-Belzagar : nom adûnaic de Tar-Calmacil, signifiant « épée de lumière »
- Ar-Balkumagan : nom adûnaic de Tar-Ciryatan.
- Arciryas (? T.A.) est un Gondorien, fils cadet de Telumehtar, frère de Narmacil II et père de Calimmacil.
- Ardamir (né en 562 S.A.), est un Númenóréen, fils d'Axantur.
- Argeleb est un nom porté par plusieurs Hommes :
  - Argeleb Ier (1226-1356 T.A.) est un Dúnadan du Nord, fils de Malvegil. Il devient le septième roi d'Arthedain en 1349. Il tenta de revendiquer la souveraineté de tout l'Arnor où la lignée d'Isildur était éteinte, et envahit le Rhudaur et le Cardolan. Le Rhudaur, allié à l'Angmar, résista et Argeleb fut tué au combat. Son fils Arveleg Ier lui succède.
  - Argeleb II (1473-1670 T.A.) est un Dúnadan du Nord, fils d'Araphor. Il devient le dixième roi d'Arthedain en 1589. Son règne vit l'épidémie de la grande Peste qui frappa durement le Cardolan et l'installation des Hobbits dans la Comté. Son fils Arvegil lui succède.
- Ar-Gimilzîr est le nom adûnaïque de Tar-Elendil.
- Ar-Gimilzôr (2960-3177 D.A.) est un Númenóréen dont le nom quenya est Tar-Telemnar. Fils d'Ar-Sakalthôr, il est l'époux d'Inzilbêth, et le père de Tar-Palantir et Gimilkhâd. Il devint le vingt-troisième roi de Númenor en 3102 D.A.
- Argonui (2757-2912 T.A.) est un Dúnadan du Nord, fils d'Arathorn Ier. Il devient le treizième chef des Dúnedain du Nord en 2848. Son fils Arador lui succède.
- Ar-Inziladûn, « fleur de l'Ouest » en adûnaic, est le nom de Tar-Palantir. Sa traduction sindarin est Númellótë.
- Ar-Minûlzûr est le nom adûnaic de Tar-Meneldur.
- Ar-Pharazôn (3118-3319 D.A.) est un Númenóréen, dont le nom signifie « le doré » en adûnaic, et dont le nom quenya est Tar-Calion. Fils de Gimilkhâd, il est l'époux de Tar-Míriel. Il devint le vingt-cinquième roi de Númenor en 3255 D.A., en épousant de force la fille de son oncle Tar-Palantir. Influencé par Sauron, il transgressa l'Interdit des Valar ce qui poussa Ilúvatar à engloutir l'île et la flotte, à l'exception des vaisseaux d'Elendil.
- Ar-Sakalthôr (2876-3102 D.A.) est un Númenóréen, dont le nom quenya est Tar-Falassion. Fils d'Ar-Zimrathôn, il est le père d'Ar-Gimilzôr. Il devint le vingt-deuxième roi de Númenor en 3033 D.A.
- Artamir (? - 1944 T.A.) est un Gondorien, fils aîné d'Ondoher, frère de Faramir et Fíriel. Il meurt aux côtés de son père lors de l'attaque des Gens-des-Chariots, devant le Morannon.
- Arthad, (mort en 460 P.A.) appartient à la maison de Bëor. Il resta aux côtés de son seigneur Barahir jusqu'à la trahison de Gorlim[9].
- Arvedui (1864-1975 T.A.) est un Dúnadan du Nord, fils d'Araphant. Son nom signifie « dernier roi » en sindarin. Il devient le quinzième et dernier roi d'Arthedain en 1964. Il était l'époux de Fíriel, fille du roi Ondoher et prétendit à la royauté du Gondor à la mort de son beau-père, mais Eärnil II lui fut préféré. En 1974 l'Angmar envahit l'Arthedain, Arvedui s'enfuit en emportant les deux Palantíri du royaume. Il vécut quelque temps parmi les Lossoth à qui il laissa l'anneau de Barahir et mourut en mer sur le navire que Círdan avait envoyé à son secours. Son fils Aranarth devint le premier chef des Dúnedain du Nord.
- Arvegil (1553-1743 T.A.) est un Dúnadan du Nord, fils d'Argeleb II. Son nom signifie « épée royale » en sindarin. Il devient le onzième roi d'Arthedain en 1670. Son fils Arveleg II lui succède.
- Arveleg est un nom porté par plusieurs Hommes :
  - Arveleg Ier (1309-1406 T.A.) est un Dúnadan du Nord, fils d'Argeleb Ier. Il devient le huitième roi d'Arthedain en 1356. Il s'allia avec les Dúnedain du Cardolan et les Elfes du Lindon pour résister à l'Angmar mais périt au cours de la défense d'Amon Sûl. Son fils Araphor lui succède.
  - Arveleg II (1633-1813 T.A.) est un Dúnadan du Nord, fils d'Arvegil. Il devient le douzième roi d'Arthedain en 1743. Son fils Araval lui succède.
- Ar-Zimraphel : nom adûnaic de Tar-Míriel.
- Ar-Zimrathôn (2798-3033 D.A.) est un Númenóréen, dont le nom signifie « amasseur de joyaux » en adûnaic, et dont le nom quenya est Tar-Hostamir. Fils d'Ar-Adûnakhôr, il est le père d'Ar-Sakalthôr. Il devint le vingt-et-unième roi de Númenor en 2962 D.A. La traduction française présente une coquille, en donnant Zimarthôn plutôt que Zimrathôn.
- Asgon (P.A.) est un homme du peuple de Hador, vivant en Dor-lómin qui se rallia à Húrin.
- Atanalcar est le troisième fils d'Elros. Son nom signifie « gloire des Hommes » en quenya.
- Atanatar signifie « père des Hommes » en quenya. Ce nom est porté par deux personnages :
  - Atanatar Ier (480-748 T.A.), fils de Turambar, dixième roi du Gondor à partir de 667 et père de Siriondil
  - Atanatar II (977-1226 T.A.), fils de Hyarmendacil Ier, auquel il succède en 1149 en tant que seizième roi du Gondor. il est le père de Narmacil Ier et de Calmacil.
- Aulendil (né en 213 S.A.) est un Númenóréen, le troisième enfant de Vardamir. Son nom signifie « dévoué à Aulë » en quenya. Sauron utilisa également ce nom au Deuxième Âge.
- Avranc (Premier Âge) appartient au peuple de Haleth, il est le fils de Dorlas.
- Axantur est un Númenóréen, né en 395 S.A., plus jeune fils de Nolondil. Il a trois enfants : une fille Lindissë (née en 551 S.A.), et deux fils Ardamir (né en 562 S.A.) et Cemendur (né en 575 S.A.).

## B
- Haut – A
- B
- C
- D
- E
- F
- G
- H
- I
- J
- K
- L
- M
- N
- O
- P
- Q
- R
- S
- T
- U
- V
- W
- X
- Y
- Z

- Bain (mort en 3007 T.A.) est le fils de Bard et le père de Brand. Il est roi de Dale de 2977 à 3007.
- Balan : voir Bëor.
- Baldor (v 2540-2569 T.A.) fils de Brego et frère aîné d’Aldor et d’Éofor, est un des Rohirrim. Son nom signifie « prince » en rohirrique. Lors du banquet qui suit l'achèvement du palais de Meduseld, il jure de traverser le Chemin des Morts. Il se met en route, mais n’en revient jamais : arrivé sans encombre jusqu’à la Porte Ténébreuse, il avait été suivi et ses ennemis lui brisèrent les jambes, le condamnant à mourir là-bas. Son père en meurt de chagrin, et c'est son frère cadet Aldor qui accéda au trône.
- Barach (P. A.), appartient au peuple de Haleth et est ami avec un Drúadan nommé Aghan. Il apparaît dans The Faithful Stone.
- Baragund (420-460 P.A.) appartient au peuple de Bëor. Son nom signifie « prince ardent » en sindarin. Fils de Bregolas, il est le frère de Beleth et de Belegund, ainsi que le père de Morwen. Après la chute de Dorthonion en 456, il résista à Taur-nu-Fuin jusqu'à la trahison de Gorlim[9].
- Barahir est un nom porté par plusieurs personnes.
  - Barahir (400-460 P.A.) appartient au peuple de Bëor dont il devient le septième seigneur à la mort de son père Bregor en 455. Il est le frère cadet de Bregil, Hirwen, Bregolas et Gilwen. Il est l'époux d'Emeldir et le père de Beren. Il sauva Finrod Felagund à Dagor Bragollach et reçut de lui son anneau, mais fut tué à Dorthonion.
  - Barahir (2290-2412 T.A.) est un Gondorien. Fils de Hador, il lui succède en tant que huitième Intendant en 2395. Il est le père de Dior et Rían.
  - Barahir (vers 120 Q.A.) est le petit-fils de Faramir et le fils d'Elboron. Il est le troisième prince de l'Ithilien et est supposé être l'auteur de l'Histoire d'Aragorn et Arwen incluse dans la copie du livre rouge de la Marche de l'Ouest conservée à Minas Tirith.
- Baran : voir Bëor le Jeune.
- Baranor est un nom porté par plusieurs personnes :
  - Baranor (né en 317 P.A.) appartient au peuple de Bëor. Il est le fils de Bëor le Jeune, le frère de Boron et le père de Bereg.
  - Baranor (vers la fin du Troisième Âge) est un homme du Gondor, père de Beregond et d'Iorlas. Il habite Lossarnach.
- Bard ou Barde est le capitaine des archers d'Esgaroth qui tue le dragon Smaug. Il est père de Bain.
- Bard II est le fils de Brand de Dale et l'arrière-petit-fils du premier Bard. Il prend la tête de l'armée de son père après sa mort au pied d'Erebor et chasse les Orientaux de la région de Dale aux côtés de Thorin III.
- Beldir (né en 316 P.A.) appartient au peuple de Bëor. Fils de Belen, il est le père de Belemir.
- Beldis (né en 411 P.A.) appartient au peuple de Bëor. Fille d'Arachon et de sa femme Bregil, elle est la sœur de Brandir. Elle épousa Handir, du peuple de Haleth dont elle eut un fils Brandir l'Infirme.
- Belecthor est un nom porté par plusieurs Hommes :
  - Belecthor Ier (2545-2655 T.A.) est un Gondorien, fils de Húrin II auquel il succède en tant que quinzième Intendant souverain en 2628. Il est le père d'Orodreth.
  - Belecthor II (2752-2872 T.A.) est un Gondorien, fils de Beregond auquel il succède en tant que vingt-et-unième Intendant souverain en 2811. Il est le père de Thorondir.
- Beleg (811-1029 T.A.)[4] est un Dúnadan du Nord, deuxième roi d'Arthedain à partir de 946 T.A. Son nom signifie « puissant » en sindarin. Il est le fils d'Amlaith et le père de Mallor.
- Belegor (né en 340 P.A.) appartient au peuple de Bëor. Il est le fils de Boron et le frère cadet de Boromir.
- Belegorn (2074-2204 T.A.) est un Gondorien, fils de Herion auquel il succède en tant que quatrième Intendant souverain en 2148. son nom signifie « arbre puissant » en sindarin. Il est le père de Húrin Ier.
- Belegund (422-460 P.A.) appartient au peuple de Bëor. son nom signifie « prince puissant » en sindarin. Il est le fils de Bregolas, le frère de Beleth et Baragund et le père de Rían. Il résista aux côtés de Barahir à Taur-nu-Fuin jusqu'à la trahison de Gorlim.
- Belemir (né en 339 P.A.) appartient au peuple de Bëor. Fils de Beldir, il épouse Adanel du peuple de Hador. Il eut un fils, Beren, et est donc l'arrière-grand-père de Beren Erchamion.
- Belen (né en 292 P.A.) appartient au peuple de Bëor. Fils de Bëor l'Ancien il est le frère de Bëor le Jeune et le père de Beldir.
- Beleth (né en 417 P.A.) appartient à la maison de Bëor. Fille de Bregolas, elle est la sœur de Baragund et Belegund. Erendis de Númenor était sa lointaine descendante. Son nom est orthographié Bereth dans les Contes et légendes inachevés.
- Bëor l'Ancien (262-355 P.A.) est l'un des Pères des Hommes. Né en Eriador sous le nom de Balan, il conduit son peuple en Beleriand, où il rencontre Finrod Felagund, qu'il servira fidèlement jusqu'à la mort, ce qui lui vaut son nom de Bëor, « vassal » en sindarin.
- Bëor le Jeune (289-380 P.A.) appartient à la maison de Bëor, dont il devient le seigneur en 311. Il s'appelait à l'origine Baran, et prit le nom de son père (Bëor l'Ancien) quand celui-ci partit pour Nargothrond. Il est le père de Boron et de Baranor.
- Beorn peut changer de forme et être un homme ou un ours. Il participe à la bataille des Cinq Armées. Il est père de Grimbeorn.
- Bereg (né en 340 P.A.) appartient à la maison de Bëor, il est le fils de Baranor. Avec Amlach, il perturba le conseil des Edain d'Estolad en niant l'existence des Valar et de Morgoth. En 365 P. A., il emmena une partie du peuple de bëor vers le sud, sans qu'on en ait des nouvelles par la suite.
- Beregar (Deuxième Âge) est un Númenóréen, époux de Núneth et père d'Erendis.
- Beregond est un nom porté par deux personnages :
  - Beregond, (2700-2811 T.A.) le vingtième Intendant souverain du Gondor, fils de Beren et père de Belecthor II ;
  - Beregond, garde de la Citadelle de Minas Tirith à l'époque de la guerre de l'Anneau.
- Berelach (début du Quatrième Âge est un Gondorien, fils de Borlas marin dans la flotte de Pelargir[10].
- Beren est un nom porté par plusieurs personnages :
  - Beren l'Ancien (né en 374 P.A.) est membre de la Maison de Bëor, dont il était le descendant. Fils de Belemir et d'Adanel, il est le père d'Emeldir et donc le grand-père maternel de Beren Erchamion.
  - Beren Erchamion (432-466 puis 469[11] vers 504 P.A.).
  - Beren (2655-2763) est un Gondorien, fils d'Egalmoth et père de Beregond, dix-neuvième Intendant souverain à partir de 2743. Il confia les clefs d'Orthanc à Saroumane.
- Beril (née en 365 P.A.) appartient à la maison de Bëor. Fille de Boromir, elle est la sœur de Bregor et Andreth.
- Bergil (né en 3009 T.A.) est un Gondorien, fils de Beregond. Il devint ami avec Pippin. Il est possible qu'il ait eu un neveu (le fils de son frère Borlas) qui ait porté son nom.
- Berúthiel est l'épouse du roi du Gondor Tarannon Falastur. Vivant cloîtrée à Osgiliath elle se servait de ses neuf chats noirs pour espionner. Elle avait aussi un chat blanc qui surveillait les noirs. Elle fut mise avec ses chats sur en bateau qui dériva vers Umbar.
- Bór (420-472 P.A[12].) appartient aux Orientaux, dont il est l'un des seigneurs. Il est le père de Borlach, Borlad et Borthand. Il amèna son peuple en Beleriand en 463 et se mit au service de Maedhros et Maglor. Il mourut pendant la bataille des Nírnaeth Arnoediad.
- Borlach (445-472 P.A.) appartient aux Orientaux. Il est le fils de Bór et le frère de Borlad et Borthand. Comme son père, il se mit au service de Maedhros et Maglor. Il mourut pendant la bataille des Nírnaeth Arnoediad après avoir tué Ulfast et Ulwarth avec ses frères.
- Borlad (443-472 P.A.) appartient aux Orientaux. Il est le fils de Bór et le frère de Borlach et Borthand. Comme son père, il se mit au service de Maedhros et Maglor. Il mourut pendant la bataille des Nírnaeth Arnoediad après avoir tué Ulfast et Ulwarth avec ses frères.
- Borlas, dit Borlas de Pen-Arduin est un Gondorien, fils de Beregond et frère de Bergil. Il est le père de Berelach et de Bergil.
- Boromir est un nom porté par trois personnages :
  - Boromir (338-432 P.A[13].), Homme de la Maison de Bëor, fils de Boron, frère de Belegor, père de Bregor, Andreth et Beril, seigneur du peuple de Bëor en 408, et seigneur de Ladros en 410[14] ;
  - Boromir (2410-2489) est le onzième Intendant souverain du Gondor en 2477. Il est le fils de Denethor Ier et le père de Cirion ;
  - Boromir, membre de la Communauté de l'Anneau.
- Boron (315-408 P.A.) appartient à la maison de Bëor, dont il devient seigneur en 380. Fils de Bëor le Jeune, il est le frère de Baranor et le père de Boromir et Belegor.
- Borondir (mort en 2510 T.A.) est un Gondorien, surnommé le Sans-Étriers. Il fut le seul des six messagers envoyé par Cirion à atteindre les Éothéod, et guida Eorl qui avait accepté de répondre à l'appel du Gondor. Il mourut lors de la bataille des champs du Celebrant. son histoire est chantée dans la ballade Rochon Metestel, « le Cavalier de la dernière chance ».
- Borthand (447-472 P.A.) appartient aux Orientaux. Il est le fils de Bór et le frère de Borlach et Borlad. Comme son père, il se mit au service de Maedhros et Maglor. Il mourut pendant la bataille des Nírnaeth Arnoediad après avoir tué Ulfast et Ulwarth avec ses frères.
- Bouche de Sauron
- Brand (mort le 17 mars 3019 T.A.) est le petit-fils de Bard et le fils de Bain, devenu roi de Dale en l'an 3007 du Troisième Âge. En 3018, Sauron lui envoie des émissaires lui enjoignant de se soumettre sous peine d'être assailli, mais il refuse et s'allie aux Nains de l'Erebor. Il meurt tué par les Orientaux lors de la bataille de Dale. Il est le père de Bard II.
- Brandir est un nom porté par plusieurs personnages :
  - Brandir (né en 409 P.A.) appartient à la maison de Bëor. Fils d'Arachon et de Bregil, il est le frère de Beldis.
  - Brandir l'Infirme (465-499 P.A[15]. appartient au peuple de Haleth. Il est le sixième seigneur des Haladin à partir de 495. Il est le fils de Handir et de Beldis, et est resté boiteux d'une jambe cassée dans son enfance. Il accueille Turambar parmi son peuple, puis Níniel, dont il tombe amoureux.
- Bregil (née en 386 P.A.) appartient à la maison de Bëor. Elle est la fille de Bregor, la sœur d'Hirwen, Bregolas, Gilwen et Barahir, l'épouse d'Arachon et la mère de Brandir et Beldis.
- Brego (2512-2570) est le deuxième Roi du Rohan.
- Bregolas (393-455 P.A.) appartient au peuple de Bëor dont il devient le seigneur en 448. Fils de Bregor, il est le frère de Bregil, Hirwen, Gilwen et Barahir et le père de Beleth, Baragund et Belegund. Il mourut lors de Dagor Bragollach.
- Bregor (359-448 P.A.) appartient au peuple de Bëor dont il devient seigneur en 432. Il est le fils de Boromir, le frère d'Andreth et Beril, et le père de Bregil, Hirwen, Bregolas, Gilwen et Barahir. Un arc porte son nom.
- Brodda (Premier Âge appartient aux Orientaux. Ayant envahi Dor-lómin, il prit pour femme Aerin. Il fut tué par Túrin.
- Brytta (2752-2842 T.A.), dont le nom signifie « dispensateur » en rohirrique est le fils de Fréaláf Hildeson et le père de Walda. Il devint le onzième roi du Rohan en 2798. Son peuple le surnomme Léofa.

## C
- Haut – A
- B
- C
- D
- E
- F
- G
- H
- I
- J
- K
- L
- M
- N
- O
- P
- Q
- R
- S
- T
- U
- V
- W
- X
- Y
- Z

- Calimehtar est un nom porté par deux personnages, il signifie « brillant épéiste » en quenya :
  - Calimehtar, frère de Rómendacil II et grand-père de Castamir l'Usurpateur ;
  - Calimehtar (1736-1936 T.A.) est le fils de Narmacil II, devenu trentième roi du Gondor en 1856. Il est le père d'un fils Ondoher et d'une fille.
- Calimmacil est un Dúnadan, fils d'Arciryas et père de Siriondil.
- Calmacil (1058-1304 T.A.) est un Dúnadan, fils d'Atanatar II, frère de Narmacil Ier et père de Minalcar (Rómendacil II) et de Calimehtar. Il succéda à son frère en tant que dix-huitième roi du Gondor en 1294. son nom signifie « épée de lumière » en quenya.
- Camlost : voir Beren Erchamion
- Castamir dit l'Usurpateur (1259-1447 T.A.) est un Dúnadan du Nord, descendant de Calmacil. Quand Eldacar essuya une révolte il s'empara de la couronne du Gondor, en 1437. Lors de la bataille des gués de l'Erui, Castamir fut tué par Eldacar.
- Celebrindor (1062-1272 T.A.) est un Dúnadan du Nord, fils de Celepharn et père de Malvegil, devenu cinquième roi d'Arthedain en 1191.
- Celepharn (979-1191 T.A.) est un Dúnadan du Nord, fils de Mallor et père de Celebrindor, devenu quatrième roi d'Arthedain en 1110.
- Cemendur est un nom porté par plusieurs personnages, qui signifie « serviteur de la terre » en quenya :
  - Cemendur (né en 575 D.A.) est un Númenóréen, fils d'Axantur, frère de Lindissë et d'Ardamir et père d'Írildë et de Hallatan ;
  - Cemendur (158-238 T.A.) est le quatrième roi du Gondor, fils de Meneldil et père d'Eärendil.
- Ceorl (fin du Troisième Âge), dont le nom signifie « homme libre, paysan » en rohirrique, est un cavalier du royaume du Rohan. Il fut chargé par la Grimbold et Elfhelm d'informer Éomer de la défaite de la deuxième Bataille des Gués de l'Isen.
- Harry Chèvrefeuille (Harry Goatleaf en anglais) est le gardien de la porte Ouest de Bree à la fin du Troisième Âge. Lorsque les hommes de Saroumane arrivèrent il se rallia à eux, ainsi que Bill Fougeron, et leur ouvrit les portes de la ville.
- Cirion (2449-2567 T.A.) est un Gondorien, fils de Boromir et père de Hallas, devenu douzième Intendant souverain en 2489. Pour défendre le royaume de l'attaque des Balchoth il envoya des messagers (dont Borondir) aux Éothéod. Après la victoire, il donna à Éorl le Calenardhon en échange de son serment.
- Ciryaher (« seigneur des navires » en quenya) : voir Hyarmendacil Ier. dans la première édition du Seigneur des anneaux ce nom est orthographié Ciryahir.
- Ciryandil (820-1015 T.A.) est le fil d'Eärnil Ier et le père de Ciryaher. Son nom signifie « ami des navires » en quenya et il est le troisième des rois-navigateurs, le quatorzième roi du Gondor à partir de 936.
- Ciryatur (vers 1700 S.A.) est un Númenóréen, dont le nom signifie « seigneur des navires » en sindarin. Il fut l'amiral des forces envoyées par Tar-Minastir à Gil-galad pour lutter contre Sauron qui tentait de conquérir la Terre du Milieu.
- Ciryon (3379 S.A[7]. – 2 T.A.) est le troisième fils d'Isildur. Il est tué lors du Désastre des Champs d'Iris[8].

## D
- Haut – A
- B
- C
- D
- E
- F
- G
- H
- I
- J
- K
- L
- M
- N
- O
- P
- Q
- R
- S
- T
- U
- V
- W
- X
- Y
- Z

- Dagnir (mort en 460 P.A.) appartient à la maison de Bëor. Son nom signifie « tueur » en sindarin. Serviteur de Barahir, il résista avec lui pendant cinq ans à Dorthonion, jusqu'à la trahison de Gorlim.
- Dairuin (mort en 460 P.A.) appartient à la maison de Bëor. Serviteur de Barahir, il résista avec lui pendant cinq ans à Dorthonion, jusqu'à la trahison de Gorlim.
- Damrod (Troisième Âge) est un soldat du Gondor qui servait sous les ordres de Faramir en Ithilien.
- Denethor est un nom porté par plusieurs personnages :
  - Denethor Ier (2375-2477 T.A.) est un Gondorien, fils de Rían, devenu dixième Intendant souverain en 2435. Il est père de Boromir. Les Uruk-hai prirent Osgiliath sous son règne.
  - Denethor II (2930-3019) : vingt-sixième Intendant souverain du Gondor, fils d'Ecthelion II, époux de Finduilas de Dol Amroth et père de Boromir et de Faramir.
- Déor (2644-2718 T.A.) est un rohir, dont le nom signifie « hardi, vaillant, farouche » en rohirrique. Fils de Goldwine il est le père de Gram. Il fut le septième roi du Rohan à partir de 2699. Les Hommes du Pays de Dun revinrent sous son règne et prirent le cercle de l'Isengard.
- Déorwine (mort le 15 mars 3019 T.A.) est un rohir, dont le nom signifie « ami courageux » en rohirrique. Chef de la Maison du Roi à la suite de la mort de Háma, il combattit aux côtés de Théoden lors de la bataille des Champs du Pelennor et y mourut.
- Dernhelm : voir Éowyn.
- Derufin (mort le 15 mars 3019 T.A.) est un Gondorien, fils de Duinhir et frère de Duilin. Archer, il défendit Minas Tirith au cours de la guerre de l'Anneau, avant de mourir lors de la bataille des Champs du Pelennor.
- Dervorin (Troisième Âge) est un Gondorien, fils du seigneur du Val de Ringló, il combattit à la bataille des Champs du Pelennor avec trois cents hommes.
- Dior (2328-2435 T.A.) est un Gondorien, fils de Barahir et frère de Rían, devenu neuvième Intendant souverain en 2412. Sans enfants, c'est son neveu qui lui succéda.
- Dírhael (fin T.A.) est un Dúnadan du Nord, époux d'Ivorwen et père de Gilraen.
- Dírhaval (mort en 538 P.A.) est peut-être apparenté au peuple de Hador. Poète humain, il vécut aux bouches du Sirion. Il écrivit le Narn i Chîn Húrin (le Lai des Enfants de Húrin) en sindarin. Il mourut lors de l'attaque des fils de Fëanor. Dans les Contes et légendes inachevés son nom est orthographié Dírhavel.
- Dorlas (mort en 499 P.A.) appartient au peuple de Haleth. Capitaine des Haladin, il attaquait ouvertement les Orques au lieu d'obéir à Brandir l'Infirme. Après avoir recuilli les derniers mots de Finduilas, il accueillit Turambar. Il l'accompagna pour tuer le dragon Glaurung mais eut peur et s'enfuit. Brandir le tua pour avoir indirectement causé la mort de Níniel. Il a un fils, Avranc.
- Duilin (mort el 15 mars 3019 T.A.) est un Gondorien, fils de Duinhir et frère de Derufin. Archer, il combattit pour défendre Minas Tirith pendant la guerre de l'Anneau et mourut lors de la bataille des Champs du Pelennor. Plusieurs Elfes portent aussi ce nom.
- Duinhir (fin du Troisième Âge) est un Gondorien, père de Duilin et Derufin, seigneur de la vallée de Morthond. Son nom signifie « maître de la rivière » en sindarin.
- Dúnhere (mort le 15 mars 3019 T.A.) est un rohir dont le nom signifie « guerrier de la colline » en rohirrique. Neveu du maréchal Erkenbrand, il était seigneur de Harrowdale et capitaine des armées du royaume du Rohan. Il combattit lors des batailles des gués de l'Isen, à la bataille de Fort-le-Cor, rejoignit le roi Théoden à Dunharrow et mourut lors de la bataille des Champs du Pelennor.

## E
- Haut – A
- B
- C
- D
- E
- F
- G
- H
- I
- J
- K
- L
- M
- N
- O
- P
- Q
- R
- S
- T
- U
- V
- W
- X
- Y
- Z

- Eärendil (48-324 T.A.) est le cinquième roi du Gondor. Fils de Cemendur, il est le père d'Anardil. Il porte le même nom qu'Eärendil le Marin.
- Eärendur est un nom porté par plusieurs personnages :
  - Eärendur, (né en 361 D.A.) fils de Tar-Amandil et frère cadet de Tar-Elendil et Mairen ;
  - Eärendur, quinzième seigneur d'Andúnië, aïeul d'Elendil ;
  - Eärendur (640-861 T.A.) est un Dúnadan du Nord, le fils d'Elendur et le père d'Amlaith. Il devint le dixième et dernier roi d'Arnor à partir de 777 T.A[8].
- Eärnil est un nom porté par plusieurs personnages :
  - Eärnil Ier (736-936 T.A.) est un Gondorien, dont le nom signifie « ami de la mer » en quenya. Fils de Tarciryan, il succéda à son oncle Tarannon Falastur et devint le treizième roi du Gondor en 913. Il conquit l'Umbar en 933. Son fils Ciryandil lui succéda.
  - Eärnil II (1883-2043 T.A.) est un Gondorien, fils de Siriondil, descendant de Telumehtar, devenu le trente-deuxième roi du Gondor en 1945. Il succédait à Ondoher, après sa victoire contre les Gens-des-Chariots en Ithilien, supplantant Arvedui. Son fils Eärnur lui succéda.
- Eärnur (1928-2050 T.A.) est un Gondorien, fils d'Eärnil II. Il fut le trente-troisième et dernier roi du Gondor. En 1973 il avait voulu combattre le Roi-Sorcier d'Angmar pour défendre l'Arthedain, mais son cheval avait fui. En 2043, le Roi-Sorcier, qui s'était réfugié à Minas Morgul (qu'il avait prise en 2002) le défia, mais l'Intendant Mardil dissuada le roi de combattre. En 2050 néanmoins Eärnur partit pour Minas Morgul, et nul ne sut ce qu'il était devenur. Mardil gouverna dès lors le royaume en son nom.
- Ecthelion est un nom porté par plusieurs personnages :
  - Ecthelion Ier (2600-2698 T.A.) est un Gondorien, fils d'Orodreth, qui devint le dix-septième Intendant souverain du Gondor en 2685. Il avait fait restaurer la tour blanche de Minas Tirith qu'on appela par la suite « tour d'Ecthelion ». Sans enfants, c'est Egalmoth qui lui succéda.
  - Ecthelion II (2886-2934 T.A.) est un Gondorien, fils de Turgon, devint le vingt-cinquième Intendant souverain du Gondor en 2953. Thorongil était son conseiller. Son fils Denethor II lui succéda.
- Egalmoth (2626-2743 T.A.) est un Gondorien, petit-fils de Morwen (qui était la sœur d'Orodreth). Il succéda à Ecthelion Ier en 2698 en tant que dix-huitième Intendant souverain. Son fils Beren lui succéda. Un Elfe porte également ce nom.
- Eilinel (morte en 455 P.A.) était la femme de Gorlim.
- Elatan (VIe D.A.) est un Númenóréen, seigneur d'Andúnië, époux de Silmarien et père de Valandil.
- Elboron est le fils de Faramir et Éowyn, et le successeur de son père en tant que prince d'Ithilien. Il n'apparaît que dans un arbre généalogique de la lignée de Dol Amroth[16]. Il serait peut-être le père de Barahir bien que rien ne permette de l'affirmer.
- Eldacar est un nom porté par plusieurs personnages :
  - Eldacar (87-339[8] T.A.) est un Dúnadan du Nord, fils de Valandil et père d'Arantar. Il devint le quatrième roi d'Arnor en 249.
  - Eldacar (1255-1490 T.A.) est un Gondorien, fils de Valacar et d'une mère appartenant aux Hommes du Nord, Vidumavi. De son nom de naissance il s'appelait Vinitharya. En 1432 il devint le vingt-et-unième roi du Gondor, mais ses droits au trône furent contestés durant la Lutte Fratricide. Castamir l'Usurpateur lui prit le trône et fit exécuter son fils aîné Ornendil. En 1447 il reconquit le royaume à la bataille des gués de l'Erui, hormis l'Umbar tenu par les fils de Castamir. Son fils cadet Aldamir lui succéda.
- Eldarion est le fils d'Aragorn et d'Arwen Undómiel. Le 1er mars 120 du Q.A., Aragorn meurt, et Eldarion lui succède sur le trône du Gondor.
- Elendil (3119-3441[8] D.A.) est le fils d'Amandil et le père d'Isildur et Anárion.
- Elendur est un nom porté par plusieurs personnages, qui signifie « serviteur des Elfes » en quenya :
  - Elendur (3299 D.A. - 2 T.A.) est le fils aîné d'Isildur[8]. Il débarque au Gondor avec son père après la submersion de Númenor, et participe à la Guerre de la Dernière Alliance. Il se sacrifie pour permettre à Isildur de fuir lors du Désastre des Champs d'Iris[8]. Son corps protège celui d'Estelmo, son écuyer, l'un des trois seuls survivants du désastre.
  - Elendur (552-777[8] T.A.) est un Dúnadan du Nord, fils de Valandur et père d'Eärendur. Il devint le neuvième roi d'Arnor en 652 T.A[8].
- Elessar (« pierre elfique » en sindarin) voir : Aragorn.
- Elentirmo : voir Tar-Meneldur.
- Elfhelm (fin du Troisième Âge) est un officier de la Cohorte d'Edoras, faisant office de maréchal de la Marche. Il répond à l'appel à l'aide de Théodred, sans ordre, avec quatre éored et participe aux deux batailles des Gués de l'Isen. Il commande ensuite la Cohorte de la Marche Est, à la place d'Eomer, qui occupe la droite de l'armée du Rohan pendant la bataille des champs du Pelennor. À l'issue de cette bataille, Éomer, devenu roi et désirant laisser un homme capable de gouverner tandis que lui irait combattre devant la Porte Noire, le laisse à Minas Tirith avec les hommes de Rohan destinés à défendre la ville au cas où la bataille de la Porte Noire tournerait mal. Il disperse notamment l'armée du Mordor basée en Anorien, sur la route du Rohan. Son nom signifie « Heaume elfique » en rohirrique. Eomer le nomma Maréchal de la Marche Est à la suite de la Guerre de l'Anneau.
- Elfhild (morte en 2978 T.A.) est l'épouse de Théoden et la mère de Théodred, est morte en couches. Dans certaines versions plus anciennes de l'histoire, Elfhild avait aussi une fille nommée Idis avant de mourir, mais cette dernière fut rapidement éclipsée par le personnage prééminent d'Éowyn.
- Elfwine (début du Quatrième Âge) est un rohir, fils d'Éomer et de Lothíriel, devenu dix-neuvième roi du Rohan en 63 Q.A. Surnommé « le Beau», son nom signifie « ami des Elfes » en rohirique.
- Elphir[17] (2987 T.A. - 67 Q.A.) est un Gondorien, fils d'Imrahil, frère d'Erchirion, Amrothos et Lothíriel et père d'Alphros. Il devint le vingt-troisième prince de Dol Amroth en 33 Q.A.
- Elros (vers 532 P.A. - 442 D.A.) est le frère jumeau d'Elrond. Semi-elfe, il choisit de devenir un Homme. Il devint le premier roi de Númenor, et fut ensuite connu sous le Tar-Minyatur[18].
- Emeldir (née en 406 P.A.) appartient au peuple de Bëor : fille de Beren, elle épouse Barahir et lui donne un fils, Beren, et une fille, Hiril. Après la défaite des Elfes et des Hommes à Dagor Bragollach, Emeldir mène les femmes et enfants hors du Dorthonion devenu dangereux vers la forêt de Brethil.
- Envinyatar (« régénérateur » en quenya) voir Aragorn.
- Éofor (né vers 2550 T.A.) est un rohir, fils de Brego et frère de Baldor et d'Aldor. son nom signifie « cheval du voyage » en rohirique.
- Éomer (2991 T.A. - 63 Q.A.) est un rohir, fils d'Éomund et de Théodwyn, devenu maréchal de la Marche en 3017 et dix-huitième roi du Rohan le 15 mars 3019, à la suite de la mort de Théoden qui l'avait désigné comme héritier après la mort de son Théodred, à Edoras avant le départ pour le Ouestfolde. Éowyn est sa sœur, Lothíriel son épouse et Elfwine son fils.
- Éomund (mort en 3002 T.A.) est un Rohir, époux de Théodwyn, la fille de Thengel et sœur de Théoden. Ils ont un fils, Éomer, et une fille, Éowyn. C'est lors d'une de ses nombreuses chasses à l'orque qu'il meurt, en 3002 du Troisième Âge, sur les contreforts de l'Emyn Muil. Sa femme meurt de chagrin quelque temps après et ses enfants sont confiés à leur oncle Théoden.
- Eorl (2485-2545 T.A.) est le premier roi du Rohan. Son surnom lui vient de sa chevelure, restée blonde tout au long de sa vie. Son cheval est Felaróf, ancêtre des Mearas.
- Éothain (fin du Troisième Âge) est un rohir, écuyer d'Éomer lors de sa rencontre avec Aragorn, Legolas et Gimli. Son nom signifie « cheval guerrier » en rohirique.
- Éowyn (née en 2995) est la fille d'Éomund et de Théodwyn, la sœur d'Éomer, l'épouse de Faramir et la mère d'Elboron. Son nom signifie « joie du cheval » en rohirique. Avec Meriadoc Brandebouc elle tua le Roi-Sorcier d'Angmar.
- Eradan (1999-2116 T.A.) est un Gondorien, fils de Mardil et père de Herion, devenu deuxième Intendant souverain en 2080.
- Erchamion : voir Beren Erchamion.
- Erchirion (né en 2990 T.A.) est un Gondorien, fils d'Imrahil et frère d'Elphir, Amrothos et Lothíriel.
- Erendis (771-985 D.A.) est une Númenóréenne, fille de Beregar et de Núneth, surnommée Tar-Elestirnë. Épouse de Tar-Aldarion, elle lui donna une fille Ancalimë. Jalouse de l'intérêt de son mari pour la mer, elle se sépara de lui et finit par se suicider par noyade.
- Erkenbrand est le seigneur de l'Ouestfolde à l'époque de la guerre de l'Anneau. Il devient le commandant des défenses occidentales du royaume de Rohan à la mort de Théodred, fils du roi Théoden. Il chevauche aux côtés de Gandalf pendant la bataille de Fort-le-Cor, accompagné d'un millier de fantassins. Il reste au Rohan pour assurer les défenses lorsque Théoden part pour Minas Tirith. Éomer le nomme maréchal de la Marche de l'Ouest en 3019. Son nom signifie « épée précieuse » en rohirique.
- Ermon est un personnage du Livre des contes perdus. Il faisait partie des Hommes qui dormaient à Murmenalda, la Vallée du Sommeil. il fut éveiller par l'Elfe Nuin.
- Estel (« espoir » en sindarin) : voir Aragorn.
- Estelmo (fin du Deuxième Âge, début du Troisième Âge) est l'écuyer d'Elendur, et l'un des seuls survivants du Désastre des Champs d'Iris avec Ohtar et son compagnon, qui emportèrent les fragments de Narsil. Estourbi par un coup de masse, le corps de son maître le protège. Il entend également les dernières paroles échangées par Isildur et son fils.

## F
- Haut – A
- B
- C
- D
- E
- F
- G
- H
- I
- J
- K
- L
- M
- N
- O
- P
- Q
- R
- S
- T
- U
- V
- W
- X
- Y
- Z

- Faramir est un nom porté par deux personnages :
  - Faramir, fils de Denethor II et de Finduilas de Dol Amroth, frère de Boromir ;
  - Faramir (mort en 1944 T.A.) de la maison d'Anárion, fils du roi Ondoher du Gondor et frère d'Artamir et de Fíriel. La loi interdisait que tous les fils du roi aillent au combat en même temps, mais Faramir se déguisa pour rejoindre un groupe d'Éothéod afin de combattre les Gens-des-Chariots. Il fut capturé lors de la retraite vers les Marais des Morts et mourut.
- Fastred (2858-2885 T.A.) est un rohir, fils de Folcwine et frère de Folcred et Fengel. Il mourut avec son jumeau Folcred lors de la bataille des gués du Poros et l'Intendant du Gondor Túrin II donna à son père un prix du sang en or massif.
- Fengel (2870-2953 T.A.) est un rohir, fils de Folcwine et frère de Folcred et Fastred. Son nom signifie « seigneur, prince, roi » en rohirique. Ses deux frères étant morts, il devint le quinzième roi du Rohan en 2903. Il est e père de Thengel.
- Filibert Fleurdebeurre (Barliman Butterbur en anglais, Prosper Poiredebeurré dans l'ancienne traduction) est le tenancier de l'Auberge du Poney Fringant, à Brie. Il a hébergé plusieurs fois Gandalf et Aragorn, et accueille aussi les quatre hobbits, dont Frodo, à leur sortie de la Vieille Forêt. Il est assisté de deux hobbits, Bob et Nob. C'est un homme toujours actif, qui oublie facilement une idée. En voyant Frodo, il se souvient de la lettre que Gandalf lui avait remise voici trois mois pour ce dernier, et qu'il n'avait bien sûr jamais envoyée, qui lui demandait de quitter en toute hâte le Comté.
- Findegil (IIe du Quatrième Âge) était un scribe du roi du Gondor. Il effectua la copie la plus récente et complète du Livre rouge de la Marche de l'Ouest à partir du Livre du Thain, lui-même une copie du Livre Rouge original. Il y inclut les Traductions des Elfes de Bilbon.
- Finduilas de Dol Amroth (2950-2988 T.A.) est une Gondorienne, fille d'Adrahil de Dol Amroth et sœur d'Ivriniel et Imrahil. Elle épousa Denethor II et eut deux fils de cette union, Boromir et Faramir.
- Fíriel (XXe du Troisième Âge) est une Gondorienne, fille d'Ondoher et sœur d'Artamir et Faramir. Elle épousa le roi d'Arthedain Arvedui et lui donna un fils Aranarth.
- Folca (2804-2864 T.A.) est un rohir, fils de Walda et père de Folcwine, treizième roi du Rohan à partir de 2851.
- Folcred (2858-2885 T.A.) est un rohir, fils de Folcwine et frère de Fastred et Fengel. Il mourut lors de la bataille des gués du Poros et l'Intendant du Gondor Túrin II donna à son père un prix du sang en or massif.
- Folcwine (2830-2903 T.A.) est un rohir, fils de Folca et père de Fastred, Folcred, Fengel et une fille. Son nom signifie « ami du peuple » en rohirique. Il fut le quatorzième roi du Rohan à partir de 2864. il reconquit l'ouest du royaume de rohan aux Hommes du Pays de Dun et envoya de l'aide au Gondor, ses fils jumeaux moururent en Ithilien.
- Forlong (mort le 15 mars 3019 T.A.) est un Gondorien, surnommé « le Gros », seigneur de Lossarnach. Il mourut lors de la bataille des Champs du Pelennor.
- Forthwini (XXe du Troisième Âge) est un Homme du Nord, fils de Marhwini. il fut fidèle à l'alliance avec le Gondor, communiquant des informations sur les Gens-des-Chariots du Rhovanion au roi Ondoher.
- Forweg (mort en 485 P.A.) appartient au peuple de Hador. Il viola les coutumes des Edain et fuit Dor-lómin, devenant chef d'une bande de hors-la-loi, les Gaurwaith. Il fut tué par Neithan alors qu'il poursuivait une femme, dans le but de la violer.
- Bill Fougeard, anciennement traduit sous le nom de Bill Fougeron (Bill Ferny en anglais) est un habitant de Brie peu recommandable. Il a « d'épais sourcils noirs, et des yeux sombres et méprisants » et il fume « une courte pipe noire ». Filibert Fleurdebeurre lui achète un poney au triple de sa valeur (douze sous d'argent) pour combler la perte des montures de Frodo, Merry, Sam et Pippin. Cette bête, à laquelle Sam finit par s'attacher est rebaptisée Bill en référence à son ancien maître. À la fin de la guerre de l'Anneau, à l'entrée du Comté, Fougeard reçoit une ruade de son ancien animal et n'est plus jamais revu.
- Fram (fin du XXe et début du XXIe du Troisième Âge) est un Éothéod, fils de Frumgar, connu pour avoir tué le dragon Scatha. S'étant approprié le trésor que le dragon avait volé aux Nains, il les nargua, et il est possible que ces derniers l'aient tué.
- Fréa (2570-2659 T.A.) est un rohir, fils d'Aldor l'Ancien et père de Fréawine. Son nom signifie « maître, seigneur, prince » en rohirique. Il fut le quatrième roi du Rohan à partir de 2645.
- Fréaláf (2726-2798 T.A.) est un rohir, fils de Hild, surnommé Hildeson. Son nom signifie « seigneur du vestige » en rohirique. Il fut le dixième roi du Rohan à partir de 2759, après avoir chassé l'usurpateur Wulf, et succéda à son oncle Helm. Il est le père de Brytta.
- Fréawine (2594-2680 T.A.) est un rohir, fils de Fréa et père de Goldwine. Son nom signifie « seigneur bienveillant » en rohirique. Il fut le cinquième roi du Rohan à partir de 2659.
- Freca (mort en 2754 T.A.) est un rohir (il se prétendait descendant de Fréawine) et un Dunlendings. Homme riche, il réclama la main de la fille du roi Helm pour son fils Wulf. Devant le refus du roi il l'injuria, et mourut d'un coup de poing du roi. Sa famille dut fuir au Pays de Dun.
- Frumgar chef des Éothéod au XXe du Troisième Âge il était le chef de son peuple quand celui-ci, se trouvant à l'étroit sur les rives de l'Anduin s'installèrent sur les versants des Monts Brumeux. Il est le père de Fram.
- Fuinur (fin du Deuxième Âge) est un Númenóréen Noir, qui s'installa parmi les Haradrim.

## G
- Haut – A
- B
- C
- D
- E
- F
- G
- H
- I
- J
- K
- L
- M
- N
- O
- P
- Q
- R
- S
- T
- U
- V
- W
- X
- Y
- Z

- Galador (2004-2129 T.A.) est un Gondorien, fils d'Imrazôr et de Mithrellas, il est le frère de Gilmith. Il devint le premier prince de Dol Amroth en 2050.
- Galdor le Grand (417-462 P.A.) est le fils de Hador et Gildis, le frère de Glóredhel et Gundor, l'époux de Hareth et le père de Húrin et Huor. Il devient le seigneur de Dor-lómin après la mort de son père en 455. Il est tué à Eithel Sirion. Galdor est également le nom d'un Elfe du Troisième Âge.
- Gálmód (fin du Troisième Âge) est un rohir, dont le nom signifie « dévergondé, licencieux, irréfléchi » en rohirique. Il est le père de Gríma Langue-de-Serpent.
- Gárulf (mort le 29 février 3019) est un rohir, mort dans l'attaque des Orques qui avaient enlevé Meriadoc Brandebouc et Peregrin Touque. Son cheval Hasufel fut donné par Éomer à Aragorn.
- Gamelin (fin du Troisième Âge) est un rohir, dont le nom anglais est Gamling. Lors de la bataille du Gouffre de Helm il surveillait le fossé extérieur.
- Gethron (Ve du P.A.) appartient au peuple de Hador. Aidé de Grithnir, il guida Túrin de Dor-lómin à Doriath. Pris dans l'anneau de Melian, ils furent délivrés par Beleg. Gethron retourna ensuite à Dor-lómin.
- Ghân-buri-Ghân est le chef des Drúedain de la forêt de Drúadan à la fin du Troisième Âge. À la veille de l'arrivée des Rohirrim à la bataille des Champs du Pelennor, il aide Théoden et son armée à contourner l'armée des Orques et des autres serviteurs de Sauron qui bloquaient la route. Son peuple sera récompensé par le roi Elessar, qui lui donnera la Forêt de Drúadan pour son peuple.
- Gilbarad (fin T.A.) est un Dúnadan du Nord, père d'Ivorwen.
- Gildis (Xe du P.A.) appartient au peuple de Hador, elle est l'épouse de Hador et la mère de Galdor, Glóredhel et Gundor.
- Gildor (mort en 460 P.A.) appartient au peuple de Bëor. Serviteur de Barahir, il résista à ses côtés à Dorthonion jusqu'à la trahison de Gorlim. Il a pour homonyme l'Elfe Gildor Inglorion.
- Gilmith est la fille de Mithrellas et d'Imrazôr, et la sœur de Galador.
- Gilraen (2907-3007 T.A.) est une descendante d'Aranarth. Elle est l'épouse d'Arathorn II et la mère d'Aragorn. Après la mort prématurée de son mari, elle se réfugie à Fondcombe. Elle retourne vivre par la suite auprès de son peuple et meurt quelques années avant la guerre de l'Anneau.
- Gilwen (née en 397 P.A.) appartient à la maison de Bëor. Elle est la fille de Bregor et la sœur de Bregil, Hirwen, Bregolas et Barahir.
- Gimilkhâd (3044-3243 D.A.) est un Númenóréen, fils cadet d'Ar-Gimilzôr et d'Inzilbêth. Il dut laisser le trône à son frère aîné Inziladûn (roi sous le nom de Tar-Palantir), mais s'opposa à lui toute sa vie. Il est le père d'Ar-Pharazôn.
- Gimilzagar (S.A.) est un Númenóréen, deuxième fils de Tar-Calmacil.
- Gimilzôr : nom adûnaic d'Elros.
- Girion (mort en 2770 T.A.) est le dernier seigneur de Dale avant que Smaug, attiré par les richesses des Nains d'Erebor, ne vienne semer la désolation dans la région et détruire Dale. Girion est l'ancêtre de Bard, qui tuera Smaug le dragon et reconstruira Dale.
- Glóredhel (415-472 P.A.) appartient au peuple de Hador, elle est la fille de Hador et Gildis, la sœur de Galdor et Gundor, l'épouse de Haldir et la mère de Handir.
- Gléowine (fin du Troisième Âge) est un rohir, dont le nom signifie « qui aime la musique » en rohirique. Ménestrel de Théoden, il composa son chant funèbre.
- Golasgil (fin du Troisième Âge) est un Gondorien, seigneur de l'Anfalas, qui combattit avec ses hommes lors de la bataille des Champs du Pelennor.
- Goldwine (2619-2699 T.A.)) est un rohir, fils de Fréawine et père de Déor, dont le nom signifie « celui qui aime l'or » en rohirique. Il fut le sixième roi du Rohan à partir de 2680.
- Gorlim (mort en 460 P.A.), surnommé le Malheureux, fils d'Angrim, appartient au peuple de Bëor. Il est l'un des douze compagnons de Barahir. Piégé par Sauron, qui lui présente le fantôme de sa femme Eilinel, il trahit la retraite de Barahir pour la retrouver. Sauron accèda à son vœu en le faisant mettre à mort.
- Gorthol (« Heaume de terreur » en sindarin) voir : Túrin.
- Gram (2668-2741) est un rohir, fils de Déor et père de Helm et Hild. En 2718 il devint le huitième roi du Rohan.
- Gríma Langue-de-Serpent est un conseiller de Théoden.
- Grimbeorn (Troisième Âge) est le fils de Beorn. Il dirigeait une grande partie du Val d'Anduin.
- Grimbold (mort le 15 mars 3019 T.A.) est un rohir originaire du Westfold, qui dirigea l'arrière-garde de Théodred lors de l'invasion du Westfold par Saroumane. Il combattit lors des batailles des Gués de l'Isen, et ensuite lors de la bataille des Champs du Pelennor, où il mourut.
- Grithnir (Ve du P.A.) appartient au peuple de Hador. Aidé de Gethron, il guida Túrin de Dor-lómin à Doriath. Pris dans l'anneau de Melian, ils furent délivrés par Beleg. Grithnir mourut de vieillesse.
- Gundor (419-456 P.A.) appartient au peuple de Hador, il est le fils de Hador et Gildis, et le frère de Galdor et Glóredhel. Il mourut avec son père lorsque Morgoth attaqua Barad Eithel.
- Guthláf (mort le 15 mars 3019 T.A.) est un rohir originaire du Westfold, dont le nom signifie « survivant de la guerre » en rohirique, et qui était le porte-étendard de Théoden. Il combattit lors de la bataille des Champs du Pelennor, où il mourut.

## H
- Haut – A
- B
- C
- D
- E
- F
- G
- H
- I
- J
- K
- L
- M
- N
- O
- P
- Q
- R
- S
- T
- U
- V
- W
- X
- Y
- Z

- Hador est un nom porté par plusieurs personnages :
  - Hador Lórindol (390-456 P.A.) est le premier seigneur humain de Dor-lómin, terre qui lui est concédée par Fingolfin. Fils de Hathol, il est l'époux de Gildis et le père de Glóredhel, Galdor et Gundor, ainsi que le fondateur de la Maison de Hador, qui gouvernera le Dor-lómin de père en fils. Il est tué à Eithel Sirion pendant Dagor Bragollach.
  - Hador (2245-2395 T.A.) est un Gondorien, fils de Túrin Ier et père de Barahir, devenu septième Intendant souverain du Gondor en 2278. Il ajouta un jour à l'année pour combler le décalage.
- Halbarad était l'un des Dúnedain du Nord, ami et parent d'Aragorn. Il retrouva ce dernier en Rohan le 6 mars 3019 à la tête d'une petite compagnie de Coureurs et lui amena l'étendard brodé par Arwen. Il franchit les Chemins des Morts avec la Compagnie Grise à la suite d'Aragorn, pour trouver une fin tragique à la Bataille des Champs du Pelennor le 15 mars 3019[19]. L'élément "hal" signifie en général "race" ou "homme", et "barad" signifie "fidèle" ou "fidélité". Ainsi, Halbarad pourrait être interprété comme "Homme fidèle" ou "Fidèle de la race des hommes".
- Haldad (315-375 P.A.) appartient au peuple de Haleth, il est le père de Haleth et Haldar. Il mena son peuple en Beleriand peu après Bëor, et s'installa en Thargelion.
- Haldan (366-451 P.A.) appartient au peuple de Haleth. Fils de Haldar et père de Halmir, il devient le deuxième seigneur des Haladin en 420.
- Haldar (341-375 P.A.) appartient au peuple de Haleth. Il est le fils de Haldad, le frère jumeau de Haleth et le père de Haldan.
- Haldir (414-472 P.A.) appartient au peuple de Haleth. Il est le fils de Halmir, le frère de Hundar, Hareth et Hiril, l'époux de Glóredhel et le père de Handir. Il fut le quatrième seigneur des Haladinà partir de 471 et mourut lors du quatrième jour de la bataille des Nírnaeth Arnoediad. Un elfe porte aussi ce nom.
- Haleth est un nom porté par plusieurs personnages :
  - Haleth (341-420 P.A.) est une femme du peuple des Haladin. À la mort de son père Haldad et de son frère Haldar, elle prend la tête de son peuple, qu'on appellera par la suite le Peuple de Haleth. Elle le conduisit de Thargelion jusqu'à la forêt de Brethil. Elle est enterrée au Haudh-en-Arwen.
  - Haleth (mort en 2758 T.A.) est un rohir, fils de Helm et frère de Háma, dont le nom signifie « homme, héros » en rohirique. Il mourut face aux Dunlendings menés par Wulf, en défendant les portes d'Edoras.
- Hallacar (852-1211 D.A.) est un Númenóréen, fils de Hallatan de Hyarostorni, frère de Nessanië. Il fut surnommé Mámandil. Il courtisa Ancalimë déguisé en berger, puis l'épousa. Il est le père d'Anárion (plus tard Tar-Anárion). Son couple ne fut pas heureux.
- Hallas (2480-2605 T.A.) est un Gondorien, fils de Cirion et père de Húrin II. Il devint treizième Intendant souverain du Gondor en 2567. Il appela la terre donnée aux Éothéod « Rohan ».
- Hallatan (né en 711 D.A.) est un Númenóréen, fils de Cemendur, et descendant d'Elros. Seigneur de Hyarostorni, il représentait le Mittalmar au Conseil du sceptre de Tar-Meneldur. Il fut régent du royaume lorsque Tar-Aldarion partit en Terre du Milieu. Frère d'Írildë, il est le père de Nessanië et de Hallacar.
- Halmir (390-471 P.A.) appartient au peuple de Haleth. Fils de Haldan, il est le père de Haldir, Hundar, Hareth et Hiril. Il devient le troisième seigneur des Haladin à partir de 451. En 458, ses forces alliées aux Elfes menés par Beleg et envoyés par Thingol défirent une armée d'Orques qui n'osèrent plus s'attaquer au Teiglin pendant longtemps.
- Háma est un nom porté par plusieurs personnages, qui signifie « celui de la maison » en rohirique :
  - Háma (mort en 2758 T.A.) est un rohir, fils de Helm et jeune frère de Haleth. Lors du Rude Hiver, après la défaite des Rohirrim face aux Dunlendings, ils se réfugièrent à Fort-le-Cor. Il tenta une sortie en quête de nourriture, mais périrent dans la neige.
  - Háma (mort le 3 mars 3019 T.A.) est un Rohir, capitaine de la garde royale du royaume du Rohan, conseiller et huissier de Meduseld. Il mourut lors de la bataille du Gouffre de Helm, et fut enterré près de Fort-le-Cor.
- Handir (441-495 P.A.) appartient au peuple de Haleth. Fils de Haldir et Glóredhel, il est l'époux de Beldis et le père de Brandir. Il fut le cinquième seigneur des Haladin à partir de 472, et fut tué par des Orques.
- Hardang (vers 500 P. A.), appartient au peuple de Haleth. Il est le successeur de Brandir à Ephel Brandir. Il apparaît dans The Wanderings of Húrin[20].
- Harding (mort le 15 mars 3019 T.A.) est un rohir, chevalier de Théoden, qui mourut lors de la bataille des Champs du Pelennor.
- Hareth (née en 420 P.A.) appartient au peuple de Haleth. Fille de Halmir, elle est la sœur de Haldir, Hundar et Hiril. Elle épousa Galdor du peuple de Hador et lui donna deux fils Húrin et Huor.
- Hathaldir surnommé « le Jeune » (mort en 460 P.A.) appartient au peuple de Bëor. Serviteur de Barahir, il résista avec lui en Dorthonion jusqu'à la trahison de Gorlim.
- Hathol (365-415 ou 416 P.A[21].) surnommé « la Hache », sens de son nom en sindarin est le fils de Magor et le père de Hador.
- Hatholdir (D.A.) appartient au peuple de Hador, il est père d'Orchaldor[1].
- Helm (2691-2759 T.A.), est un Rohir, fils de Gram, frère de Hild, et père de Haleth, Háma et d'une fille, dont le nom signifie « heaume, casque » en rohirique. Il devint le neuvième roi du Rohan en 2741. Insulté par Freca, il le tua d'un coup de poing, ce qui lui valut le surnom de Hammerhand (« main-marteau »). Quand Wulf menant les Dunlendings envahit le royaume de Rohan, Helm fut assiégé à Fort-le-Cor. Le gouffre prit son nom par la suite. Il combattait à mains nues, et la légende courrait que tant qu'il n'était pas armé lui-même, aucune arme ne pouvait l'atteindre. Son corps fut découvert un matin, debout et rigide. Il fut enterré sous le neuvième tertre funéraire, qui fut depuis toujours recouvert de symbelmynë. Fréaláf, son neveu, lui succéda.
- Henderch (IXe D.A.) est l'un des hommes d'Aldarion, navigant avec lui sur l'Hirilondë.
- Herefara (mort le 15 mars 3019 T.A.) est un rohir, chevalier de Théoden, qui mourut lors de la bataille des Champs du Pelennor.
- Herion (2037-2148 T.A.) est un Gondorien, fils d'Eradan et père de Belegorn. Il devint le troisième Intendant souverain en 2116 T.A.
- Herubrand (mort le 15 mars 3019 T.A.) est un rohir, chevalier de Théoden, qui mourut lors de la bataille des Champs du Pelennor.
- Herucalmo (2286-2657 D.A.) est un Númenóréen, descendant de Tar-Atanamir, connu également sous le nom de Tar-Anducal. Époux de Tar-Vanimeldë, il régna en fait à sa place, et à sa mort en 2637 il spolia son fils Tar-Alcarin du trône.
- Herumor (fin D.A.) est un Númenóréen noir, installé à l'ouest de la Terre du Milieu, devenu puissant parmi les Haradrim, à l'instar de Fuinur.
- Hild (XXVIIIe T.A.) est une rohir, fille de Gram, sœur de Helm et mère de Fréaláf. À la mort de Helm son fils devint le premier roi de la deuxième lignée des Rois du Rohan.
- Hirgon (mort au début de mars 3019 T.A.) est un Gondorien, messager de Denethor II, qui amena la Flèche Rouge à Théoden pour lui demander de respecter le serment d'Éorl. Il fut tué à proximité de Rammas Echor, sans avoir pu prévenir Denethor de la réponse du roi du Rohan.
- Hiril est un nom porté par plusieurs personnages
  - Hiril (P.A.) appartient au peuple de Bëor. Fille de Barahir et Emeldir, elle est la sœur de Beren Erchamion.
  - Hiril (Ve P.A.) appartient au peuple de Haleth. Fille de Halmir, elle est la sœur de Haldir, Hundar et Hareth.
- Hirluin (mort le 15 mars 3019 T.A.) est un Gondorien, surnommé « le Beau », qui commandait trois cents hommes à la bataille des Champs du Pelennor au cours de laquelle il mourut.
- Hirwen (née en 389 P.A.) appartient au peuple de Bëor, elle est la fille de Bregor, et la sœur de Bregil, Bregolas, Gilwen et Barahir.
- Horn (mort le 15 mars 3019 T.A.) est un rohir, chevalier de Théoden, qui mourut lors de la bataille des Champs du Pelennor.
- Hundad (Premier Âge) appartient au peuple de Haleth, il est le fils de Hundar et le frère de Hunleth.
- Hundar (418-472 P.A.) appartient au peuple de Haleth. Fils de Halmir, il est le frère de Haldir, Hareth et Hiril, et le père de Hunleth et Hundad. Il mourut lors de la bataille des Nírnaeth Arnoediad.
- Hunleth (Premier Âge) appartient au peuple de Haleth, il est le fils de Hundar et le frère de Hundad.
- Hunthor (467-499 P.A.) appartient au peuple de Haleth. Fils d'Agathor et de Meleth, et le frère de Manthor. Il accompagna Turambar dans son combat contre Glaurung à la place de Brandir l'Infirme. Une roche le frappa à la tête, et il tomba dans le Teiglin.
- Huor (444-472 P.A[22]) est le fils de Galdor de la Maison de Hador et de Hareth du peuple de Haleth, le frère de Húrin, l'époux de Rían et le père de Tuor. Il participe très jeune à la bataille de Dagor Bragollach, avec son frère, et manque y périr. Ils sont sauvés par les Aigles, qui les conduisent à la cité cachée de Gondolin, où le roi Turgon leur fait bon accueil en raison de la réputation de leur maison. Ils restent quelque temps chez les Elfes de Gondolin avant de retourner dans leur famille, à Dor-lómin. Huor épouse alors Rían, mais repart bientôt en guerre. Il meurt durant la bataille des Larmes Innombrables, en tentant de défendre les troupes de Turgon qui se repliaient vers Gondolin. Tous ses hommes périssent avec lui, hormis son frère Húrin, fait prisonnier par Morgoth.
- Húrin est un nom porté par plusieurs personnages :
  - Húrin Thalion (441- vers 503 P.A.): frère de Huor, époux de Morwen, père d'Urwen, Túrin et Nienor.
  - Húrin d'Emyn Arnen : Gondorien, fondateur de la lignée des Intendants du Gondor
  - Húrin Ier (2124-2244 T.A.) est un Gondorien, fils de Belegorn et père de Túrin Ier, devenu cinquième Intendant souverain en 2204.
  - Húrin II (2515-2628 T.A.) est un Gondorien, fils de Hallas et père de Belecthor Ier, devenu quatorzième Intendant souverain en 2605.
  - Húrin des Clefs (fin T.A.) est un Gondorien, gardien des Clefs de Minas Tirith. Il combattit lors de la bataille des Champs du Pelennor, puis commanda la cité lorsque les armées partirent pour le Morannon.
- Hyarmendacil est un nom porté par plusieurs personnages, qui signifie « vainqueur du Sud » en Quenya :
  - Hyarmendacil Ier (899-1149 T.A.) est un Gondorien, fils de Ciryandil et père d'Atanatar II, s'appelait Cyriaher dans son enfance. Devenu quinzième roi du Gondor en 1015 T.A., il dut lutter pour conserver l'Umbar. En 1050 T.A., il vainquit les Haradrim et prit le nom de Hyarmendacil.
  - Hyarmendacil II (1391-1621 T.A.) est un Gondorien, fils d'Aldamir et père de Minardil, qui s'appelait Vinyarion dans son enfance. Devenu vingt-quatrième Roi du Gondor en 1540, il vainquit les Haradrim en 1551 T.A. et prit le nom de Hyarmendacil.

## I
- Haut – A
- B
- C
- D
- E
- F
- G
- H
- I
- J
- K
- L
- M
- N
- O
- P
- Q
- R
- S
- T
- U
- V
- W
- X
- Y
- Z

- Îbal (né avant 873 D.A.) est un Númenóréen, fils d'Ulbar, vivant à Emerië.
- Imlach (né en 310 P.A.) appartient au peuple de Hador. Fils de Marach, frère cadet de Malach il est le père d'Amlach.
- Imrahil (2955 T.A - 33 Q.A.) est un Gondorien, fils d'Adrahil, frère de Finduilas et Ivriniel, père d'Elphir, Erchirion, Amrothos et Lothíriel, vingt-deuxième prince de Dol Amroth à l'époque de la guerre de l'Anneau. Il sauve Faramir lorsque celui-ci tente de reprendre Osgiliath sous les ordres de son père Denethor. Au cours des derniers jours de la guerre de l'Anneau, il participe à la bataille des champs du Pelennor. Il gouverne temporairement la cité de Minas Tirith lorsque Denethor tente de s'immoler avec Faramir. Il se lie d'amitié avec Éomer, qui finit par épouser sa fille Lothíriel.
- Imrazôr (1950-2076 T.A[23].) est un Númenóréen, vivant en Belfalas au Gondor. Il épousa l'elfe Mithrellas, dont il eut deux enfants Galador, premier prince de Dol Amroth et Gilmith.
- Indor (P.A.) appartient au peuple de Hador. Parent de Húrin, il est le père d'Aerin.
- Ingold (fin du T.A.) est un Gondorien, commandant du Rammas Echor.
- Inziladûn : nom adûnaic de Tar-Palantir.
- Inzilbêth (D.A.) est une Númenóréenne de la famille des seigneurs d'Andúnië, fille de Lindórië, célèbre pour sa beauté. Faisant partie des Fidèles, elle dut se marier avec Ar-Gimilzôr auquel elle donna deux fils, Inziladûn (Tar-Palantir) et Gimilkhâd.
- Ioreth (fin T.A.) est une Gondorienne, vieille femme bavarde travaillant dans les maisons de guérison de Minas Tirith, originaire d'Imloth Melui.
- Iorlas (né en 2990 T.A.) est l'oncle de Bergil, et donc le frère ou le beau-frère de Beregond.
- Írildë (née en 700 D.A.) est une Númenóréenne, fille de Cemendur et sœur de Hallatan.
- Irimon : voir Tar-Meneldur.
- Isildur (3209 D.A. - 2 T.A[8].) est un Númenóréen, fils d'Elendil, frère d'Anárion et père d'Elendur, Aratan, Ciryon et Valandil[8], devenu roi du Gondor en 3320 et roi du Gondor et de l'Arnor en 3441 D.A.
- Isilmo (milieu D.A.) est un Númenóréen, dont le nom signifie « maître de la lune » en quenya. Fils de Tar-Súrion, il est le frère cadet de Tar-Telperien. À la mort de sa sœur en 1731 D.A., son fils Tar-Minastir monta sur le trône.
- Isilmë (née au VIe D.A.) est une Númenóréenne, fille de Tar-Elendil, sœur de Silmarien et de Tar-Meneldur
- Ivorwen (fin T.A.) est une Dúnadan du Nord, fille de Gilbarad, épouse de Dírhael et mère de Gilraen.
- Ivriniel (née en 2947 T.A.) est une Gondorienne, fille d'Adrahil et sœur aînée d'Imrahil.

## J
- Haut – A
- B
- C
- D
- E
- F
- G
- H
- I
- J
- K
- L
- M
- N
- O
- P
- Q
- R
- S
- T
- U
- V
- W
- X
- Y
- Z

## K
- Haut – A
- B
- C
- D
- E
- F
- G
- H
- I
- J
- K
- L
- M
- N
- O
- P
- Q
- R
- S
- T
- U
- V
- W
- X
- Y
- Z

## L
- Haut – A
- B
- C
- D
- E
- F
- G
- H
- I
- J
- K
- L
- M
- N
- O
- P
- Q
- R
- S
- T
- U
- V
- W
- X
- Y
- Z

- Labadal : « Cloche-pied » voir Sador le Boiteux.
- Lalaith la félicité, est le surnom d'Urwen, le second enfant de Húrin et de Morwen, et la sœur de Túrin. Elle est tuée à l'âge de trois ans par une peste portée par un vent d'Angband. Sa mort accentue le caractère sombre de Túrin.
- Larnach (P.A.) appartient au peuple de Haleth, c'est un forestier vivant au sud du Taeglin. Sa fille, poursuivie par le hors-la-loi Forweg a été sauvée par Túrin. Sa ferme fut détruite lors d'un raid d'Orques. On ignore son sort.
- Lindissë (née en 551 D.A.) est une Númenóréenne, fille d'Axantur, sœur d'Ardamir et Cemendur.
- Lindórië (D.A.) est une Númenóréenne de la famille des seigneurs d'Andúnië, mère d'Inzilbêth.
- Léod (2459-2501 T.A.) est un des Éothéod, père d'Eorl le Jeune.
- Lórindol : voir Hador
- Lorgan (P.A.) appartient aux Orientaux. Après la bataille de Nírnaeth Arnoediad, il tint Dor-lómin. Il attaqua le groupe dirigé par Annael, et réduisit Tuor en esclavage.
- Lothíriel (2999 T.A.) est une Gondorienne, fille d'Imrahil de Dol Amroth, sœur d'Elphir, Erchirion et Amrothos, épouse Éomer au début du Quatrième Âge (en 3021 T.A.). Elle lui donne un fils, Elfwine le Beau. Son nom signifie « jeune fille couronnée d'une guirlande de fête » en sindarin[24], tout comme le nom de Galadriel.

## M
- Haut – A
- B
- C
- D
- E
- F
- G
- H
- I
- J
- K
- L
- M
- N
- O
- P
- Q
- R
- S
- T
- U
- V
- W
- X
- Y
- Z

- Mablung (fin T.A.) est un des Rôdeurs de l'Ithilien, aux ordres de Faramir. Un Elfe du Premier Âge porte également ce nom.
- Magor (né en 341 P.A.) dont le nom signifie « épée » en sindarin, appartient au peuple de Hador. Fils de Malach, frère d'Adanel, il est le père de Hathol. Il succéda à son père en tant que seingeur en 398 P.A., il s'installa au sud de l'Ered Wethrin, et ne servit aucun roi Eldar.
- Mairen (née au IVe D.A.) est une Númenóréenne, fille de Tar-Amandil et sœur de Tar-Elendil et Eärendur
- Malach (307-398 P.A.), surnommé Aradan, appartient au peuple de Hador. Fils de Marach, frère d'Imlach, époux de Zimrahin, il est le père d'Adanel et Magor. Il vécut quatorze ans en Hithlum à partir de 322 P.A.
- Malantur (S.A.) est un Númenóréen, héritier présomptif de Tar-Aldarion avant les changements de règles de succession.
- Malbeth (vers le XIXe T.A.) est un Dúnadan du Nord, surnommé « le Voyant », dont le nom signifie « parole d'or » en sindarin. Il prédit à Araphant que son fils serait le dernier roi d'Arthedain et qu'Aragorn franchirait les Chemins des Morts.
- Mallor (895-1110 T.A.) est un Dúnadan du Nord, fils de Beleg et père de Celepharn, troisième roi d'Arthedain en 1029. Sous son règne les Hobbits pénétrèrent en Eriador.
- Malvegil (1144-1349 T.A.) est un Dúnadan du Nord, fils de Celebrindor et père d'Argeleb Ier, devenu sixième roi d'Arthedain en 1272. Durant son règne le Roi-Sorcier s'installa en Angmar.
- Manwendil (début D.A.) dont le nom signifie « dévoué à Manwë » en quenya, est un Númenóréen, fils d'Elros Tar-Minyatur, et frère de Vardamir, Tindómiel et Atanalcar. Lorsque Vardamir refusa de succéda à son père, c'est Amandil, fils de Vardamir, qui devint roi, et non Manwendil.
- Manthor (469-501 P.A.) est le fils d'Agathor et de Meleth, frère de Hunthor il appartient au peuple de Haleth. Il devint seigneur de Brethil et seigneur des Haladin en 501. Ami de Húrin, il reçut une flèche qui lui était destinée. Avec lui s'éteignait la lignée de Haleth[25].
- Marach (282-376 P.A.) appartient au peuple de Hador; Il est le père de Malach et Imlach. En 314 il mena son peuple en Beleriand et s'installa en Estolad.
- Mardil (1960-2080 T.A.) est un Gondorien, surnommé Voronwë, fils de Vorondil et père d'Eradan. Il fut l'Intendant des rois Eärnil II et Eärnur à partir de 2029, et devint le premier Intendant Souverain en 2050. Son nom signifie « Dévoué à la Maison du roi » en quenya.
- Marhari (mort en 1856 T.A.) est un prince des Hommes du Nord, descendant de Vidugavia, et père de Marhwini. Il combattit pour le Gondor contre les Gens-des-Chariots lors de la bataille des Plaines et y mourut.
- Marhwini (fin XIXe début XXe T.A.) est un prince des Hommes du Nord, fils de Marhari et père de Forthwini. Il mena son peuple dans la vallée de l'Anduin. En 1899 il prévint le roi Calimehtar de l'attaque des Gens-des-Chariots. Il participa à la deuxième bataille de Dagorlad.
- Meldis : voir Zimrahin
- Meneldil (3318 D.A. - 158 T.A.) est un Gondorien, dont le nom signifie « ami des cieux » en quenya, fils d'Anárion et père de Cemendur. Il devint le troisième roi du Gondor en 2 T.A., lorsqu'il apprit la mort d'Isildur, qui l'avait fait régent.
- Minalcar : voir Rómendacil II
- Minardil (1454-1634 T.A.) est un Gondorien, fils de Hyarmendacil II et père de Telemnar et Minastan. il devint le vingt-cinquième roi du Gondor en 1621. Il mourut à Pelargir, lors d'une attaque des pirates de l'Umbar menée par Angamaitë et Sangahyando.
- Minastan (XVIe T.A.) est un Gondorien, fils de Minardil, frère de Telemnar et père de Tarondor, qui succéda à Telemnar sur le trône.
- Minohtar (mort en 1944 T.A.) est un Gondorien dont le nom signifie « premier des guerriers » en quenya. Neveu d'Ondoher, il combattit contre les Gens-des-Chariots.
- Mormegil : voir Túrin. Ce nom signifie « noire épée » en sindarin.
- Morwen est un nom porté par plusieurs personnages, qui signifie « jeune fille sombre » en sindarin :
  - Morwen (443- v.501 P.A.) est la fille de Baragund, l'épouse de Húrin Thalion et la mère de Túrin, Urwen et Nienor.
  - Morwen, la fille de Belecthor Ier et a pour descendant Egalmoth.
  - Morwen de Lossarnach (2922- après 2963 T.A.) est une Gondorienne, parente éloignée d'Imrahil, qui épousa Thengel et lui donna plusieurs enfants dont Théoden et Théodwyn. Elle fut surnommée « la Scintillante » ou « Blanche comme l'acier » par les Rohirrim.

## N
- Haut – A
- B
- C
- D
- E
- F
- G
- H
- I
- J
- K
- L
- M
- N
- O
- P
- Q
- R
- S
- T
- U
- V
- W
- X
- Y
- Z

- Narmacil est un nom porté par plusieurs personnages, qui signifie « épée de feu » en quenya :
  - Narmacil Ier (1049-1294 T.A.) est un Gondorien, fils d'Atanatar II et frère de Calmacil, devenu le dix-septième roi du Gondor en 1226. Préférant vivre dans le luxe, il nomma son neveu Minalcar régent. Son frère lui succéda.
  - Narmacil II (1684-1856 T.A.) est un Gondorien, fils de Telumehtar et père de Calimehtar, devenu le vingt-neuvième roi du Gondor en 1850 T.A. Il mourut en combattant les Gens-des-Chariots, non sans avoir d'abord fait alliance avec les Hommes du Nord menés par Marhari.
- Nereb : voir Beren Erchamion
- Neithan : voir Túrin. Ce nom signifie « le dépossédé » en sindarin.
- Nessanië (née en 840 D.A.) est une Númenóréenne, fille de Hallatan et sœur aînée de Hallacar.
- Nienor (473[26]-499 P.A.) est la fille de Húrin et Morwen, la sœur de Túrin et Urwen. Son nom signifie « deuil » en sindarin
- Níniel : signifie« fille des larmes » en quenya voir Nienor.
- Nólimon : voir Vardamir. Ce nom vient de Nólë, « savoir » en quenya[27].
- Nolondil (né en 222 D.A.) est un Númenóréen, fils de Vardamir, frère de Tar-Amandil, Vardilmë, Aulendil et père de Yávien, Oromendil et Axantur.
- Núneth (D.A.) est une Númenóréenne, épouse de Beregar et mère d'Erendis.
- Númendil (D.A.) est un Númenóréen, seigneur d'Andúnië, dont on sait peu de chose. Il était le petit-fils d'Eärendur et sans doute le père d'Amandil.

## O
- Haut – A
- B
- C
- D
- E
- F
- G
- H
- I
- J
- K
- L
- M
- N
- O
- P
- Q
- R
- S
- T
- U
- V
- W
- X
- Y
- Z

- Ohtar (fin D.A., début T.A.) est un Númenóréen, écuyer d'Isildur, dont le nom signifie « guerrier » en quenya. Durant le Désastre des Champs d'Iris, Isildur lui enjoint de fuir pour rapporter les fragments de Narsil à Fondcombe, ce qu'il fait.
- Ondoher (1787-1944 T.A.) est un Gondorien, dont le nom signifie « seigneur de la pierre » en quenya. Fils de Calimehtar, il est le père d'Artamir, Faramir et Fíriel. Il devint le trente-et-unième roi du Gondor en 1936. Il renoua avec l'Arthedain, en mariant sa fille à Arvedui. Il fut tué au combat avec ses deux fils, alors que les Gens-des-Chariots et les Haradrim attaquaient le Gondor. L'Intendant Pelendur assura la régence.
- Orchaldor (D.A.) appartient au peuple de Hador, fils de Hatholdir, il épousa la Númenóréenne Ailinel, dont il eut un fils, Soronto[1].
- Orleg (mort en 485 P.A.) appartient vraisemblablement au peuple de Haleth. Membre de la bande de hors-la-lois de Gaurwaith, en 485 il accompagne Túrin pour espionner des Orques, mais mourut criblé de flèches[28].
- Ornendil (mort en 1437 T.A.) est un Gondorien, fils d'Eldacar et frère d'Aldamir, tué par Castamir l'Usurpateur.
- Orodreth (2576-2685 T.A.) est un Gondorien, fils de Belecthor Ier et père d'Ecthelion Ier, devenu seizième Intendant souverain en 2655 T.A. Un Elfe porte également ce nom.
- Oromendil (né en 382 D.A.) est un Númenóréen dont le nom signifie « dévoué à Oromë » en quenya. Il est le fils de Nolondil, le frère cadet de Yávien et le frère aîné d'Axantur.
- Ostoher (222-492 T.A.) est un Gondorien, dont le nom signifie « seigneur de la forteresses » en quenya. Fils d'Anardil, père de Tarostar, il devint le septième roi du Gondor en 411. Il reconstruisit Minas Anor en 430.
- Othrondir (début Q.A.) est un Gondorien, sans doute ami de Borlas[29].

## P
- Haut – A
- B
- C
- D
- E
- F
- G
- H
- I
- J
- K
- L
- M
- N
- O
- P
- Q
- R
- S
- T
- U
- V
- W
- X
- Y
- Z

- Parmaitë : voir Tar-Elendil.
- Pelendur (1879-1998 T.A.) est un Gondorien, père de Vorondil, Intendant du roi du Gondor Ondoher. À la mort de celui-ci en 1944 il assura le gouvernement du royaume pendant un an, avant qu'Eärnil II ne soit choisi comme roi, les prétentions d'Arvedui étant repoussées.
- Prosper Poiredebeurré est la traduction par Francis Ledoux de l'anglais Barliman Butterbur, traduit par Daniel Lauzon comme Filibert Fleurdebeurre, il est l’aubergiste du Poney fringant.

## Q
- Haut – A
- B
- C
- D
- E
- F
- G
- H
- I
- J
- K
- L
- M
- N
- O
- P
- Q
- R
- S
- T
- U
- V
- W
- X
- Y
- Z

## R
- Haut – A
- B
- C
- D
- E
- F
- G
- H
- I
- J
- K
- L
- M
- N
- O
- P
- Q
- R
- S
- T
- U
- V
- W
- X
- Y
- Z

- Radhruin (mort en 460 P.A.) appartient au peuple de Bëor. Serviteur de Barahir, il résista à ses côtés en Dorthonion jusqu'à la trahison de Gorlim.
- Ragnir est un nom porté par plusieurs personnages :
  - Ragnir (Ve P.A.) appartient au peuple de Hador. Aveugle, il ne put accompagner son seigneur Húrin, mais resta en Dor-lómin.
  - Ragnir (Ve P.A.) appartient au peuple de Hador. Il fit partie des sept hommes qui suivirent Húrin.
- Ragnor (mort en 460 P.A.) appartient au peuple de Bëor. Serviteur de Barahir, il résista à ses côtés en Dorthonion jusqu'à la trahison de Gorlim.
- Rían est un nom porté par plusieurs personnages :
  - Rían (450-472 P.A[26].) appartient au peuple de Bëor, elle est la fille de Belegund, l'épouse de Huor et la mère de Tuor. Après avoir appris la mort de son époux durant la bataille des Nírnaeth Arnoediad, elle part errer dans les solitudes d'Hithlum, où elle est recueillie par des Sindar. Elle donne naissance au fils posthume de Huor, Tuor, qu'elle confie aux Elfes Gris avant d'aller au Haudh-en-Nírnaeth, tertre formé des cadavres de ceux tombés aux Nírnaeth Arnoediad, pour y mourir.
  - Rían, au Troisième Âge, est la sœur de l'Intendant du Gondor Dior, et la mère de Denethor Ier.
- le Roi-Sorcier (vers 2250 D.A. - 3019 T.A.) est un Nazgûl, qui fut roi d'Angmar vers 1300 et jusqu'en 1975 T.A. Il fut tué lors de la bataille des Champs du Pelennor par Meriadoc Brandebouc et Éowyn.
- Rómendacil est un nom porté par plusieurs personnages, qui signifie « vainqueur de l'Est » en quenya :
  - Rómendacil Ier (310-541 T.A.) est un Gondorien, de son nom de naissance Tarostar, fils d'Ostoher et père de Turambar, devenu huitième roi du Gondor en 492. Il changea de nom en 500 après une victoire contre les Orientaux.
  - Rómendacil II (1126-1366 T.A.) est un Gondorien, de son nom de naissance Minalcar, fils de Calmacil, frère de Calimehtar et père de Valacar. De 1240 à 1304 T.A. il assura la régence du Gondor pendant le règne de son oncle Narmacil Ier. En 1248 il remporta une grande victoire contre les Orientaux et changea de nom. Il fit élever l'Argonath, envoya son fils chez les Hommes du Nord pour renforcer les liens entre les deux peuples. Il succéda à son père en tant que dix-neuvième roi en 1304 T.A.

## S
- Haut – A
- B
- C
- D
- E
- F
- G
- H
- I
- J
- K
- L
- M
- N
- O
- P
- Q
- R
- S
- T
- U
- V
- W
- X
- Y
- Z

- Sador le Boiteux (né avant 455-496 P.A.) appartient au peuple de Hador. Il combattit à la Dagor Bragollach, puis au cours du siège de Barad Eithel. Il se trancha le pied en coupant du bois, et entra au service de Húrin. Il fut l'ami de Túrin pendant son enfance. Celui-ci le surnommait Labadal (« Cloche-pied ») et lui offrit son couteau elfique.
- Saelon (début Q.A.) est un Gondorien, ami de Berelach, qui aurait été impliqué dans un complot. L'histoire ne fut pas achevée[30].
- Sangahyando (XVIIe T.A.) dont le nom signifie « fendeur de foule » en quenya, est l'arrière-petit-fils de Castamir. Il régna sur l'Umbar avec Angamaitë, et, en 1634 tua le roi du Gondor Minardil, lors d'une attaque sur Pelargir.
- Silmariën (née en 521 D.A.) est une Númenóréenne, fille de Tar-Elendil[18], sœur d'Isilmë et de Tar-Meneldur, épouse d'Elatan et mère de Valandil[18]. Son père lui offrit l'anneau de Barahir, qu'elle transmit à ses descendants.
- Siriondil est un nom porté par plusieurs personnages, signifiant « ami du Sirion » en quenya :
  - Siriondil (570-830 T.A.) est un Gondorien, fils d'Atanatar Ier, père de Tarannon Falastur et de Tarciryan, devenu onzième roi du Gondor en 748.
  - Siriondil (XXe T.A.) est un Gondorien, fils de Calimmacil, et père d'Eärnil II.
- Soronto (né en 799 D.A.) est un Númenóréen, fils d'Ailinel et d'Orchaldor du peuple de Hador.

## T
- Haut – A
- B
- C
- D
- E
- F
- G
- H
- I
- J
- K
- L
- M
- N
- O
- P
- Q
- R
- S
- T
- U
- V
- W
- X
- Y
- Z

- Tar-Alcarin (2406-2737 D.A.) est un Númenóréen, dont le nom signifie « le glorieux » en quenya. Fils d'Herucalmo (Tar-Anducal) et de Tar-Vanimeldë, il est le père de Tar-Calmacil. Il devint le dix-septième roi de Númenor en 2657 D.A.
- Tar-Aldarion (700-1098 D.A.) "fils des arbres" en quenya, est un Númenóréen, qui s'appelait Anardil à sa naissance. Fils de Tar-Meneldur et d'Almarian, frère d'Ailinel et d'Almiel, il est l'époux d'Erendis et le père de Tar-Ancalimë. Il devint le sixième roi de Númenor en 883 D.A.
- Tar-Amandil (192-603 D.A.) est un Númenóréen, dont le nom signifie « ami du béni » en quenya. Fils de Vardamir, frère de Vardilmë, Aulendil et Nolondil, il est le père de Tar-Elendil, Eärendur et Mairen. Il succéda à son grand-père en tant que troisième roi de Númenor en 443 D.A.
- Tar-Anárion (1003-1404 D.A.) est un Númenóréen, dont le nom signifie « fils du soleil » en quenya. Fils de Hallacar et de Tar-Ancalimë, il est le père de deux filles et de Tar-Súrion. Il succéda à sa mère en tant que huitième roi de Númenor en 1280 D.A. Il transmit le pouvoir en son fils en 1394 D.A.
- Tar-Ancalimë (873-1285 D.A.) est une Númenóréenne, dont le nom signifie « la plus brillante » en quenya, surnommée Emerwen. Fille de Tar-Aldarion et d'Erendis, elle est l'épouse de Hallacar et la mère de Tar-Anárion. Elle régna en tant que septième souverain de Númenor (et première reine) de 1075 à 1280 D.A.
- Tar-Ancalimon (1986-2386 D.A.) est un Númenóréen, dont le nom signifie « le plus brillant » en quenya. Fils de Tar-Atanamir, il est le père de Tar-Telemmaitë. Il devint le quatorzième roi de Númenor en 2221 D.A.
- Tar-Anducal : voir Herucalmo.
- Tarannon Falastur (654-913 T.A.) est un Gondorien, dont le nom signifie « haut don, seigneur des côtes » en quenya. Fils de Siriondil, frère de Tarciryan, il est l'époux de Berúthiel. Il fut le douzième roi du Gondor à partir de 830 T.A. Son neveu Eärnil Ier lui succéda.
- Tar-Ardamin (2618-2899 D.A.) est un Númenóréen, dont le nom signifie « pilier de la terre » en quenya. Son nom adûnaic est Ar-Abattârik. Fils de Tar-Calmacil, il est le père d'Ar-Adûnakhôr. Il devint le dix-neuvième roi de Númenor en 2825 D.A.
- Tar-Atanamir (1800-2221 D.A.) est un Númenóréen, dont le nom signifie « joyau des Hommes » en quenya. Fils de Tar-Ciryatan, il est le père de Tar-Ancalimon. Il devint le treizième roi de Númenor en 2029 D.A.
- Tar-Calmacil (2516-2825 D.A.) est un Númenóréen, dont le nom signifie « épée de lumière » en quenya. Son nom adûnaic est Ar-Belzagar. Fils de Tar-Alcarin, il est le père de Tar-Ardamin. Il devint le dix-huitième roi de Númenor en 2737 D.A.
- Tarcil (280-515 T.A.) est un Dúnadan du Nord, fils d'Arantar et père de Tarondor, devenu sixième roi d'Arnor en 435 T.A.
- Tarciryan (T.A.) est un Gondorien, fils de Siriondil, frère de Tarannon Falastur et père d'Eärnil Ier.
- Tar-Ciryatan (1634-2035 D.A.) est un Númenóréen, dont le nom signifie « charpentier » en quenya. Son nom adûnaic est Ar-Balkumagan. Fils de Tar-Minastir, il est le père de Tar-Atanamir. Il régna de 1869 à 2029 D.A. en tant que douzième roi de Númenor.
- Tar-Elendil (350-751 D.A.) est un Númenóréen, dont le nom signifie « ami des étoiles » ou « ami des Elfes » en quenya. Il s'appelle aussi Parmaitë. Fils de Tar-Amandil, frère d'Eärendur et de Mairen, il est le père de Silmariën[18], Isildë et Tar-Meneldur. Il régna de 590 à 740 D.A. en tant que quatrième roi de Númenor.
- Targon (fin T.A.) est un Gondorien, intendant de la troisième compagnie de la garde de Minas Tirith pendant la guerre de l'Anneau.
- Tar-Herunúmen : voir Ar-Adûnakhôr
- Tar-Meneldur (543-942 D.A.) est un Númenóréen, dont le nom signifie « serviteur des cieux » en quenya. Il s'appelle aussi Irimon ou Elentirmo. Fils de Tar-Elendil, frère de Silmarien et d'Isilmë, il est l'époux d'Almarian et le père de Tar-Aldarion, Ailinel et Almiel. Il régna de 740 à 883 D.A. en tant que cinquième roi de Númenor.
- Tar-Minastir (1474-1873 D.A.) est un Númenóréen, dont le nom signifie « le guetteur dans la tour » en quenya. Fils d'Isilmo, il est le père de Tar-Ciryatan. Il succéda à sa tante Tar-Telperien et régna de 1731 à 1869 D.A. en tant que onzième roi de Númenor.
- Tar-Minyatur est le surnom d'Elros.
- Tar-Míriel (3117-3319 D.A.) est une Númenóréenne, dont le nom signifie « dame-joyau » en quenya. Son nom adûnaic est Ar-Zimraphel. Fille de Tar-Palantir, elle est l'épouse d'Ar-Pharazôn. Elle fut épousée de force et fut nominalement la reine de Númenor de 3255 à 3319 D.A. mais en réalité son époux régnait à sa place. Elle meurt lors d'atalantë, ou la chute de numenor.
- Tarondor est un nom porté par plusieurs personnages :
  - Tarondor (372-602 T.A[6].) est un Dúnadan du Nord, fils de Tarcil et père de Valandur, devenu septième roi d'Arnor en 515 T.A[8].
  - Tarondor (1577-1798 T.A.) est un gondorien, fils de Minastan et père de Telumehtar. Il devint le vingt-septième roi du Gondor en 1636 T.A., succédant à son oncle Telemnar.
- Tarostar : voir Rómendacil Ier
- Tar-Palantir (3035-3255 D.A.) est un Númenóréen, dont le nom signifie « le voyant » en quenya. Son nom adûnaic est Ar-Inziladûn[18]. Fils d'Ar-Gimilzôr et d'Inzilbêth, frère de Gimilkhâd, il est le père de Tar-Míriel. Il régna de 3177 à 3255 D.A. en tant que vingt-quatrième roi de Númenor.
- Tar-Súrion (1174-1574 D.A.) est un Númenóréen, dont le nom signifie « fils des vent » en quenya. Fils de Tar-Anárion, il a deux sœurs et est le père de Tar-Telperien et d'Isilmo. Il régna de 1394 à 1556 D.A. en tant que neuvième roi de Númenor.
- Tar-Telemmaitë (2136-2526 D.A.) est un Númenóréen, dont le nom signifie « aux mains d'argent » en quenya. Fils de Tar-Ancalimon, il est le père de Tar-Vanimeldë. Il devint le quinzième roi de Númenor en 2386 D.A.
- Tar-Telperien (1320-1731 D.A.) est une Númenóréenne, dont le nom signifie « argentée » en quenya. Fille de Tar-Súrion, elle est la sœur d'Isilmo, et ne se maria jamais. Elle devint le dixième souverain de Númenor en 1556 D.A., son neveu Tar-Minastir lui succéda.
- Tar-Vanimeldë (2277-2637 D.A.) est une Númenóréenne. Fille de Tar-Telemmaitë, elle est l'épouse de Herucalmo et la mère de Tar-Alcarin. Elle régna officiellement, en tant que seizième souverain de Númenor, à partir de 2526 D.A., mais en réalité son mari régnait à sa place.
- Telcontar : signifie "grand pas" en quenya est un surnom elfique qu'Aragorn se donne à lui-même.
- Telemnar (1516-1636 T.A.) est un Gondorien, fils de Minardil, frère de Minastan et père de plusieurs enfants. Il devint le vingt-sixième roi du Gondor en 1634 T.A., mais mourut, ainsi que tous ses enfants, lors de la Grande Peste. Son neveu Tarondor lui succéda.
- Telumehtar (1632-1850 T.A.) est un Gondorien, dont le nom signifie « guerrier du ciel » en quenya, il est parfois surnommé Umbardacil. Fils de Tarondor, il est le père de Narmacil II et Arciryas. Il devint le vingt-huitième roi du Gondor en 1798 T.A. En 1810 il attaqua l'Umbar, tuant les derniers descendants de Castamir.
- Thalion : voir Húrin
- Thengel (2905-2980 T.A.) est un rohir, fils de Fengel, époux de Morwen de Lossarnach, père de quatre filles dont Théodwyn et d'un fils Théoden. Il fut le seizième roi du Rohan en 2953 T.A. Il avait vécu en Gondor, où il servait Turgon et trois de ses enfants y sont nés.
- Théoden (2948-15 mars 3019 T.A.) est un rohir, fils de Thengel et de Morwen de Lossarnach, frère de Théodwyn et d'autres sœurs, époux d'Elfhild et père de Théodred, devenu dix-septième roi du Rohan en 2980 T.A.
- Théodred (2978-25 février 3019 T.A.) est le fils du roi de Rohan, Théoden, et d'Elfhild. À partir de 3014, lorsque la santé de Théoden commence à décliner et qu'il accorde de plus en plus sa confiance à Gríma Langue-de-Serpent, Théodred assume le rôle de roi, même s'il n'en a pas le titre. Éomer et lui deviennent les principaux obstacles à la conquête du Rohan par Saroumane. Théodred devient donc commandant en chef de l'armée de Rohan et c'est en tant que tel qu'il meurt lors de la Première bataille des Gués de l'Isen.
- Théodwyn (2963-3002 T.A.) appartient aux Rohirrim, son nom signifie « joie du peuple » en rohirique. Elle est la fille de Thengel et de Morwen de Lossarnach, la sœur de Théoden, l'épouse d'Éomund à partir de 2989 et la mère d'Éomer et Éowyn.
- Thorondir (2782-2882 T.A.) est un Gondorien, fils de Belecthor II et père de Túrin II, devenu en 2872 T.A. le vingt-deuxième Intendant souverain du Gondor.
- Thorongil, « aigle de l'étoile » en sindarin est un nom porté par Aragorn.
- Thurin : voir Túrin Turambar
- Tindómiel (début D.A.) est une Númenóréenne, dont le nom signifie « fille du crépuscule étoilé » en quenya. Elle est la fille d'Elros et la sœur de Vardamir, Manwendil et Atanalcar.
- Tuor (né en 472 P.A[26].) appartient au peuple de Hador. Fils de Rían et de Huor, il épouse l'Elfe Idril Celebrindal, dont il a un fils, Eärendil. Il quitta la Terre du Milieu en 530 P.A.
- Turambar est un nom porté par deux personnages, qui signifie « maître du destin » en quenya :
  - Túrin Turambar, héros du Premier Âge.
  - Turambar (397-667 T.A.) est un Gondorien, fils de Rómendacil Ier et père d'Atanatar Ier, neuvième roi du Gondor en 541 T.A.
- Turgon (2855-2953 T.A.) est un Gondorien, fils de Túrin II et père d'Ecthelion II, devenu vingt-quatrième Intendant souverain du Gondor en 2914 T.A. Un Elfe porte aussi ce nom.
- Túrin est un nom porté par plusieurs personnages :
  - Túrin, (464-499 P.A.) appartient au peuple de Hador. Fils de Húrin et Morwen, il est le frère d'Urwen et Nienor.
  - Túrin Ier (2165-2278 T.A.) est un Gondorien, fils de Húrin Ier, et père de nombreuses filles et d'un seul fils Hador. Il fut le sixième Intendant souverain du Gondor à partir de 2244 T.A.
  - Túrin II (2815-2914 T.A.) est un Gondorien, fils de Thorondir et père de Turgon, devenu le vingt-troisième Intendant souverain du Gondor à partir de 2882 T.A.

## U
- Haut – A
- B
- C
- D
- E
- F
- G
- H
- I
- J
- K
- L
- M
- N
- O
- P
- Q
- R
- S
- T
- U
- V
- W
- X
- Y
- Z

- Úlairi : voir Nazgûl.
- Ulbar (début D.A.) est un Númenóréen, père d'Îbal.
- Uldor (425-472 P.A[31].) appartient aux Orientaux. Fils d'Ulfang, il est le frère d'Ulfast et Ulwarth. Il succéda à son père en 470 P.A. Il trahit les Noldor au cours de la bataille des Nírnaeth Arnoediad, ce qui lui valut le surnom de « maudit » mais fut tué par Maglor.
- Ulfang (400-470 P.A.) appartient aux Orientaux. Il mena son peuple en Beleriand en 463 P.A., et prêta serment à Caranthir, alors même qu'il servait déjà Morgoth. Il est le père d'Uldor, d'Ulfast et d'Ulwarth.
- Ulfast (428-472 P.A[31].) appartient aux Orientaux. Fils d'Ulfang, il est le frère d'Uldor et d'Ulwarth. Il trahit les Noldor au cours de la bataille des Nírnaeth Arnoediad, mais fut tué par les fils de Bór avant d'atteindre les fils de Fëanor.
- Ulwarth (430-472 P.A[31].) appartient aux Orientaux. Fils d'Ulfang, il est le frère d'Uldor et d'Ulfast. Il trahit les Noldor au cours de la bataille des Nírnaeth Arnoediad, mais fut tué par les fils de Bór avant d'atteindre les fils de Fëanor.
- Urthel (mort en 460 P.A.) appartient au peuple de Bëor. Il résista avec son seigneur Barahir pendant cinq ans en Dorthonion jusqu'à la trahison de Gorlim[32].
- Urwen signifie « fille du soleil » en quenya, c'était le véritable nom de Lalaith, fille de Húrin et Morwen, la petite sœur de Túrin Turambar.

## V
- Haut – A
- B
- C
- D
- E
- F
- G
- H
- I
- J
- K
- L
- M
- N
- O
- P
- Q
- R
- S
- T
- U
- V
- W
- X
- Y
- Z

- Valacar (1194-1432 T.A.) est un Gondorien, fils de Rómendacil II, époux de Vidumavi et père d'Eldacar. Il devint le vingtième roi du Gondor en 1366 T.A.
- Valandil est un nom porté par plusieurs personnages :
  - Valandil (né en 630 D.A.) est un Númenóréen, fils d'Elatan et de Silmariën, premier seigneur d'Andúnië[18], membre du Conseil du Sceptre de Tar-Meneldur.
  - Valandil (3430 D.A - 249 T.A[6].), est un Dúnadan du Nord, dont le nom signifie « ami des puissants » en quenya. Quatrième fils d'Isildur, il est frère d'Elendur, Aratan et Ciryon. Il devient le troisième roi d'Arnor à la mort de son père et de ses frères aînés, en 2 T.A., sous la régence d'Elrond jusqu'en 10[8]. Son fils Eldacar lui succède à sa mort, en 249. Son nom est par erreur orthographie "Valendil" dans les appendices français du Seigneur des anneaux.
- Valandur (462-652[4]) est un Dúnadan du Nord, fils de Tarondor et père d'Elendur. Il devint le huitième roi d'Arnor en 602 T.A[8].
- Vardamir (61-471 P.A.) est un Númenóréen, dont le nom signifie « joyau de Varda » en quenya, surnommé Nólimon. Fils d'Elros, frère de Tindómiel, Manwendil et Atanalcar, il est le père de Tar-Amandil, Vardilmë, Aulendil et Nolondil. Il est considéré comme le deuxième roi de Númenor, ayant régné en 44e D.A., mais en réalité il transmit aussitôt le pouvoir à son fils.
- Vardilmë (née en 203 D.A.) est une Númenóréenne, fille de Vardamir et sœur de Tar-Amandil, Aulendil et Nolondil.
- Vëantur (du VIe au VIIIe D.A.) est un Númenóréen, père d'Almarian. Capitaine des vaisseaux de Tar-Elendil, il fut le premier Númenóréen à revenir en Terre du Milieu, en 600 D.A. Il eut deux navires l'Entulessë et le Númerrámar qu'il offrit par la suite à Aldarion. Il voyagea plusieurs fois jusqu'aux Havres Gris, et avait une maison à Rómenna.
- Vidugavia (XIIIe T.A.) est un Homme du Nord, dont le nom signifie « habitant des bois » dans leur langue[33]. Il se présentait comme le roi du Rhovanion, et avait répondu à l'appel du Gondor contre les Orientaux en 1248 T.A. Sa fille Vidumavi épousa l'héritier du Gondor Valacar.
- Vidumavi (IVe T.A.) est la fille de Vidugavia, seigneur des Hommes du Nord. Son nom signifie « fille des bois », et est parfois traduit par Galadwen. Elle épousa l'héritier du trône du Gondor Valacar et lui donna un fils, Eldacar.
- Vinyarion : voir : Hyarmendacil II.
- Vorondil (1919-2029 T.A.) est un gondorien, surnommé « le chasseur », fils de Pelendur et père de Mardil. Il est intendant du Gondor à partir de 1998 T.A., au service d'Eärnil II. C'est à lui qu'appartenait le cor porté par Boromir[34]
- Voronwë : voir Mardil.

## W
- Haut – A
- B
- C
- D
- E
- F
- G
- H
- I
- J
- K
- L
- M
- N
- O
- P
- Q
- R
- S
- T
- U
- V
- W
- X
- Y
- Z

- Walda (2780-2851 T.A.) est un rohir, dont le nom signifie « dirigeant » en rohirique. Fils de Brytta et père de Folca, il est le douzième roi du Rohan à partir de 2842[35].
- Wídfara (fin T.A.) est un rohir dont le nom signifie « voyageur lointain » en rohirique. C'est l'un des hommes d'Éomer lors de la bataille des Champs du Pelennor.
- Wulf (mort en 2759 T.A.) est un seigneur dunlending qui règne un temps sur le Rohan. Son nom signifie « loup » en rohirique. Son père, Freca, avait tenté d'obliger le roi du Rohan Helm Hammerhand à lui donner la main de sa fille, mais avait été tué par Helm. Quelques années après, Wulf prend la tête d'une armée de Dunlendings qui prend Edoras et assiège les Rohirrim au Hornburg. Helm y périt durant l'hiver difficile qui s'ensuit. Au printemps, son neveu Fréaláf Hildeson vainc et tue Wulf[36].

## X
- Haut – A
- B
- C
- D
- E
- F
- G
- H
- I
- J
- K
- L
- M
- N
- O
- P
- Q
- R
- S
- T
- U
- V
- W
- X
- Y
- Z

## Y
- Haut – A
- B
- C
- D
- E
- F
- G
- H
- I
- J
- K
- L
- M
- N
- O
- P
- Q
- R
- S
- T
- U
- V
- W
- X
- Y
- Z

- Yávien (née en 371 D.A.) est une Númenóréenne, fille de Nolondil et sœur d'Oromendil et Axantur.

## Z
- Haut – A
- B
- C
- D
- E
- F
- G
- H
- I
- J
- K
- L
- M
- N
- O
- P
- Q
- R
- S
- T
- U
- V
- W
- X
- Y
- Z

- Zamîn (IXe D.A.) est une Númenóréenne, paysanne au service d'Erendis à Emerië[1].
- Zimrahin (IVe P.A.) est l'épouse de Malach, la mère d'Adanel et de Magor. Elle prend le nom sindarin de Meldis après son mariage.